# Styracosaurus albertensis
Styracosaurus (il cui nome significa "lucertola fornita di punte", dal greco antico storace/στύραξ "punta" o "spina" e sauros/σαῦρος ossia "lucertola") è un genere estinto di dinosauro ceratopside centrosaurino vissuto nel Cretaceo superiore, circa 75-74 milioni di anni fa (Campaniano), in quella che è oggi l'Alberta, Nord America. 
I tratti distintivi che rendevano questo animale così appariscente e riconoscibile sono le quattro (in alcuni esemplari sei) lunghe spine o corna che spuntavano dal collare osseo formando una sorta di corona intorno al cranio dell'animale, inoltre, era presente anche un corno più piccolo su ciascuna delle guance ed un unico lungo corno sul naso, che poteva crescere fino a 60 centimetri ed avere un diametro di 15 centimetri. La funzione o le funzioni di questo incredibile assortimento di corna e fronzoli ossei sono oggetto di discussione da molti anni.
Lo Styracosaurus era un dinosauro relativamente grande, raggiungendo una lunghezza di circa 5,5 metri, 1,8 metri d'altezza per un peso di circa 2-3 tonnellate. Come gli altri ceratopsidi lo Styracosaurus era un quadrupede che si spostava su quattro tozze zampe che sostenevano il voluminoso corpo. La sua coda era piuttosto corta. Il cranio terminava con un becco adatto a tranciare materiale vegetale, mentre nel retro della bocca era presente una batteria di denti adatti alla masticazione, il che suggerisce che l'animale era perfettamente adattato a tagliare e masticare materiale vegetale. Come molti altri ceratopsidi, anche questo dinosauro potrebbe essere stato un animale gregario, che viveva e viaggiava in grandi gruppi, come suggerito da alcuni letti d'ossa.
Descritto e nominato da Lawrence Lambe, nel 1913, lo Styracosaurus è un membro della sottofamiglia dei centrosaurinae. Al genere Styracosaurus è assegnata una sola specie, ossia S. albertensis. Nonostante nel tempo siano state indicate altre specie, si è scoperto che tali appartenevano in realtà ad altri generi.

## Descrizione

Dimensioni di S. albertensis, in confronto ad un uomo

Lo Styracosaurus era un dinosauro relativamente grande, raggiungendo una lunghezza di circa 5,5 metri (18 piedi), 1,8 metri (6 piedi) d'altezza per un peso di circa 2-3 tonnellate. Il cranio dell'animale era enorme, possedeva ampie cavità nasali, un lungo corno nasale e un collare osseo coronato con voluminosi aculei che variavano in numero da quattro a sei. Ciascuna delle quattro spine era paragonabile in lunghezza al corno nasale, con ben 50-55 centimetri (19,7 a 21,7 pollici) di lunghezza. Il corno nasale da solo era lungo ben 57 centimetri (19,7 pollici), nell'esemplare tipo, nonostante il corno non fosse completo. Sulla base di altri corni nasale di Styracosaurus e Centrosaurus, questi corni potevano raggiungere anche il doppio della lunghezza pattuita.

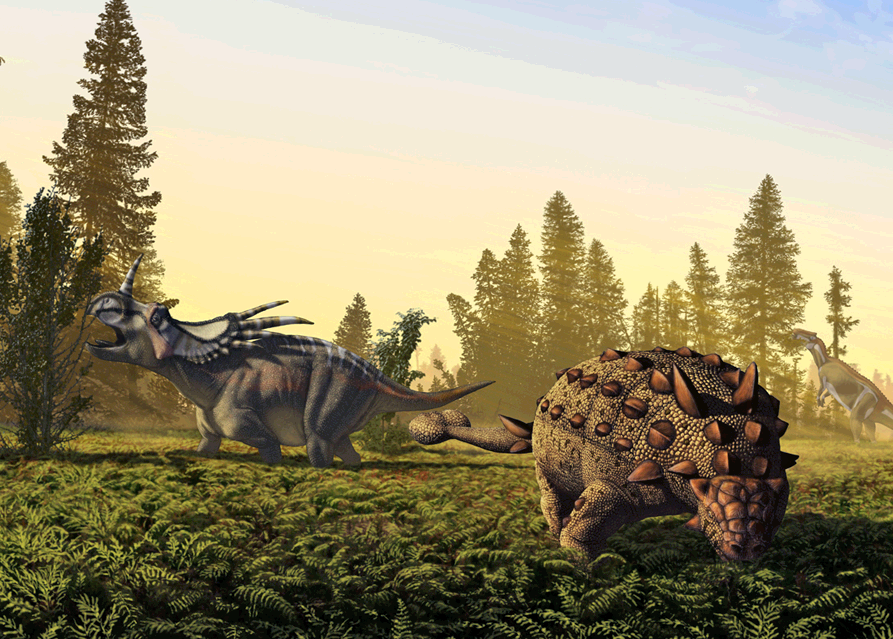
Ricostruzione di Styracosaurus e Scolosaurus

A parte il grande corno nasale e le quattro spine del collare osseo, l'ornamentazione cranica era variabile da esemplare a esemplare. Alcuni individui avevano piccole proiezioni e manopole a gancio al margine posteriore del collare osseo, simile in forma ma più piccoli di quelli in Centrosaurus. Alcuni, come l'esemplare tipo, aveva una terza coppia di lunghi aculei sul collare. Altri avevano proiezioni molto più piccoli all'interno del collare, ma non è una caratteristica di tutti gli esemplari. Nei subadulti erano presenti piccole corna sopra gli occhi, che poi sparivano con l'età. Come la maggior parte dei ceratopsidi, Styracosaurus aveva due grandi Fenestrae (aperture del cranio), nel suo collare per alleggerirne il peso. La parte anteriore della bocca aveva un becco privo di denti. Il corpo dello Styracosaurus era largo e possente, somigliante a quello di un rinoceronte. Le spalle dell'animale erano larghe e possenti, utili nei combattimenti intraspecifici. Sono state considerate svariate posizioni per gli arti di Styracosaurus e dei ceratopsidi in generale, comprese le zampe anteriori che si sono svolte sotto il corpo, o, in alternativa, tenute in posizione irregolare. Il lavoro più recente ha presentato una posizione accovacciata intermedia, come la teoria più probabile.
Non ci sono prove fossile o impronte della pelle di Styracosaurus, tuttavia la recente descrizione di tegumenti in un nuovo esemplare dell'antenato comune di tutti marginocephalia, Psittacosaurus ritrovato nella provincia di Liaoning, mostra una copertura tegumentaria alquanto insolita: il ventre dei ceratopsidi presentava scaglie larghe e rettangolari pressoché identiche a quelle dell'addome dei moderni coccodrilli, che però si restringevano e divenivano triangolari alla base della coda; le zampe presentavano grandi scaglie uniformi sul dorso del metatarso ma privi di rivestimenti come negli uccelli; la pelle del dorso sembra inoltre diversi dossi irregolari; forse la parte più interessante è la presenza di un ampio lembo di pelle, chiamato uropatagio, che collegava il tarso alla coda. Inoltre è probabile che come il suo parente più antico Psittacosaurus e come tutti i ceratopsidi, lo Styracosaurus possedesse un tegumento simile a setole sulla parte inferiore del corpo fino alla punta della coda.

## Classificazione
Lo Styracosaurus fa parte dei centrosaurinae, una sottofamiglia di grandi dinosauri cornuti del Nord America, caratterizzati da un lungo corno nasale, diversi spunzoni sul collare osseo, brevi ossa squamosali e un collare più corto. Altri membri del clade includono Centrosaurus (da cui il gruppo prende il nome), Pachyrhinosaurus, Avaceratops, Einiosaurus, Albertaceratops, Achelousaurus, Brachyceratops e Monoclonius, sebbene questi ultimi due generi siano si dubbia identità. A causa della variazione tra gli individui è la somiglianza tra le varie specie di centrosaurini, c'è stato un lungo dibattito su quali generi e specie fossero validi, soprattutto tra Centrosaurus e/o Monoclonius che da alcuni sono considerati come lo stesso genere, non diagnosticabile, o forse i due sessi dello stesso genere. Nel 1996, Peter Dodson trovò abbastanza variazione tra Centrosaurus, Styracosaurus e Monoclonius da giustificare l'assegnazione a generi separati, e che Styracosaurus assomigliava a Centrosaurus più di quanto assomigliasse a Monoclonius. Inoltre, Dodson pensava che la specie Monoclonius nasicornis, potesse essere in realtà un esemplare femmina di Styracosaurus. Tuttavia, la maggior parte degli altri ricercatori non accettò Monoclonius nasicornis come una femmina di Styracosaurus, pertanto lo vedeva invece come un sinonimo di Centrosaurus apertus. Mentre il dimorfismo sessuale è stato accertato nel primitivo ceratopside Protoceratops, non vi è alcuna prova certa di dimorfismo sessuale in qualsiasi altro ceratopside.
Di seguito è riportato un cladogramma pubblicato nel 2011 da Andrew T. McDonald.
|  | Chasmosaurus belli        |
|  |                           |

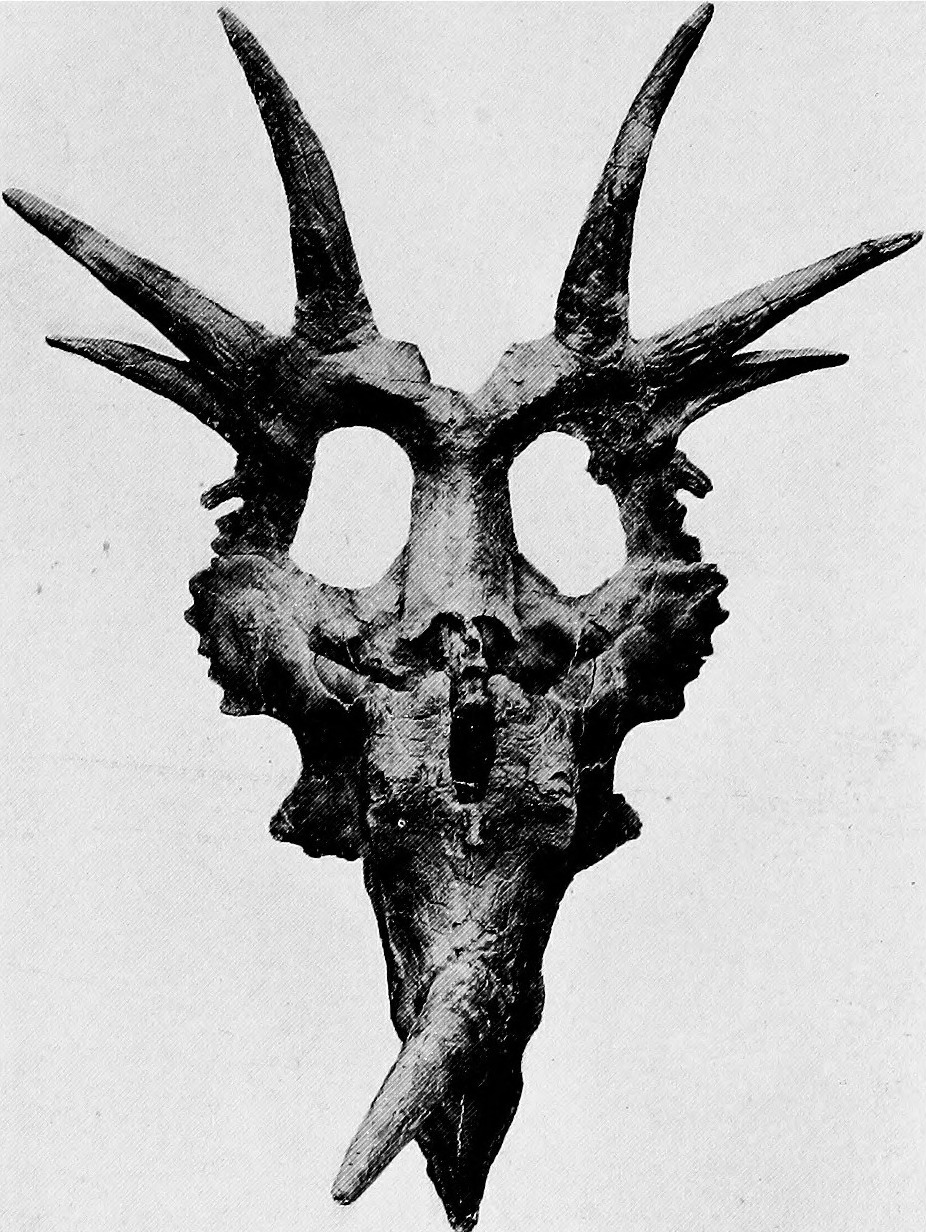
Cranio dell'esemplare tipo si Styracosaurus

|  | Pentaceratops sternbergii |
|  |                           |

|  | Centrosaurino sconosciuto |
|  |                           |
|  | Centrosaurus brinkmani    |
|  |                           |
|  | Centrosaurus apertus      |
|  |                           |
|  | Styracosaurus albertensis |
|  |                           |

|  | Achelousaurus horneri                                                                     |
|  |                                                                                           |
|  | \| \| Pachyrhinosaurus lakustai \| \| \| \| \| \| Pachyrhinosaurus canadensis \| \| \| \| |
|  |                                                                                           |
|  | Pachyrhinosaurus lakustai                                                                 |
|  |                                                                                           |
|  | Pachyrhinosaurus canadensis                                                               |
|  |                                                                                           |

|  | Pachyrhinosaurus lakustai   |
|  |                             |
|  | Pachyrhinosaurus canadensis |
|  |                             |

|  | Achelousaurus horneri                                                                     |
|  |                                                                                           |
|  | \| \| Pachyrhinosaurus lakustai \| \| \| \| \| \| Pachyrhinosaurus canadensis \| \| \| \| |
|  |                                                                                           |
|  | Pachyrhinosaurus lakustai                                                                 |
|  |                                                                                           |
|  | Pachyrhinosaurus canadensis                                                               |
|  |                                                                                           |

|  | Pachyrhinosaurus lakustai   |
|  |                             |
|  | Pachyrhinosaurus canadensis |
|  |                             |

|  | Achelousaurus horneri                                                                     |
|  |                                                                                           |
|  | \| \| Pachyrhinosaurus lakustai \| \| \| \| \| \| Pachyrhinosaurus canadensis \| \| \| \| |
|  |                                                                                           |
|  | Pachyrhinosaurus lakustai                                                                 |
|  |                                                                                           |
|  | Pachyrhinosaurus canadensis                                                               |
|  |                                                                                           |

|  | Pachyrhinosaurus lakustai   |
|  |                             |
|  | Pachyrhinosaurus canadensis |
|  |                             |

|  | Achelousaurus horneri                                                                     |
|  |                                                                                           |
|  | \| \| Pachyrhinosaurus lakustai \| \| \| \| \| \| Pachyrhinosaurus canadensis \| \| \| \| |
|  |                                                                                           |
|  | Pachyrhinosaurus lakustai                                                                 |
|  |                                                                                           |
|  | Pachyrhinosaurus canadensis                                                               |
|  |                                                                                           |

|  | Pachyrhinosaurus lakustai   |
|  |                             |
|  | Pachyrhinosaurus canadensis |
|  |                             |

|  | Achelousaurus horneri                                                                     |
|  |                                                                                           |
|  | \| \| Pachyrhinosaurus lakustai \| \| \| \| \| \| Pachyrhinosaurus canadensis \| \| \| \| |
|  |                                                                                           |
|  | Pachyrhinosaurus lakustai                                                                 |
|  |                                                                                           |
|  | Pachyrhinosaurus canadensis                                                               |
|  |                                                                                           |

|  | Pachyrhinosaurus lakustai   |
|  |                             |
|  | Pachyrhinosaurus canadensis |
|  |                             |

|  | Achelousaurus horneri                                                                     |
|  |                                                                                           |
|  | \| \| Pachyrhinosaurus lakustai \| \| \| \| \| \| Pachyrhinosaurus canadensis \| \| \| \| |
|  |                                                                                           |
|  | Pachyrhinosaurus lakustai                                                                 |
|  |                                                                                           |
|  | Pachyrhinosaurus canadensis                                                               |
|  |                                                                                           |

|  | Pachyrhinosaurus lakustai   |
|  |                             |
|  | Pachyrhinosaurus canadensis |
|  |                             |

|  | Achelousaurus horneri                                                                     |
|  |                                                                                           |
|  | \| \| Pachyrhinosaurus lakustai \| \| \| \| \| \| Pachyrhinosaurus canadensis \| \| \| \| |
|  |                                                                                           |
|  | Pachyrhinosaurus lakustai                                                                 |
|  |                                                                                           |
|  | Pachyrhinosaurus canadensis                                                               |
|  |                                                                                           |

|  | Pachyrhinosaurus lakustai   |
|  |                             |
|  | Pachyrhinosaurus canadensis |
|  |                             |

|  | Achelousaurus horneri                                                                     |
|  |                                                                                           |
|  | \| \| Pachyrhinosaurus lakustai \| \| \| \| \| \| Pachyrhinosaurus canadensis \| \| \| \| |
|  |                                                                                           |
|  | Pachyrhinosaurus lakustai                                                                 |
|  |                                                                                           |
|  | Pachyrhinosaurus canadensis                                                               |
|  |                                                                                           |

|  | Pachyrhinosaurus lakustai   |
|  |                             |
|  | Pachyrhinosaurus canadensis |
|  |                             |

|  | Centrosaurino sconosciuto |
|  |                           |
|  | Centrosaurus brinkmani    |
|  |                           |
|  | Centrosaurus apertus      |
|  |                           |
|  | Styracosaurus albertensis |
|  |                           |

|  | Achelousaurus horneri                                                                     |
|  |                                                                                           |
|  | \| \| Pachyrhinosaurus lakustai \| \| \| \| \| \| Pachyrhinosaurus canadensis \| \| \| \| |
|  |                                                                                           |
|  | Pachyrhinosaurus lakustai                                                                 |
|  |                                                                                           |
|  | Pachyrhinosaurus canadensis                                                               |
|  |                                                                                           |

|  | Pachyrhinosaurus lakustai   |
|  |                             |
|  | Pachyrhinosaurus canadensis |
|  |                             |

|  | Achelousaurus horneri                                                                     |
|  |                                                                                           |
|  | \| \| Pachyrhinosaurus lakustai \| \| \| \| \| \| Pachyrhinosaurus canadensis \| \| \| \| |
|  |                                                                                           |
|  | Pachyrhinosaurus lakustai                                                                 |
|  |                                                                                           |
|  | Pachyrhinosaurus canadensis                                                               |
|  |                                                                                           |

|  | Pachyrhinosaurus lakustai   |
|  |                             |
|  | Pachyrhinosaurus canadensis |
|  |                             |

|  | Achelousaurus horneri                                                                     |
|  |                                                                                           |
|  | \| \| Pachyrhinosaurus lakustai \| \| \| \| \| \| Pachyrhinosaurus canadensis \| \| \| \| |
|  |                                                                                           |
|  | Pachyrhinosaurus lakustai                                                                 |
|  |                                                                                           |
|  | Pachyrhinosaurus canadensis                                                               |
|  |                                                                                           |

|  | Pachyrhinosaurus lakustai   |
|  |                             |
|  | Pachyrhinosaurus canadensis |
|  |                             |

|  | Achelousaurus horneri                                                                     |
|  |                                                                                           |
|  | \| \| Pachyrhinosaurus lakustai \| \| \| \| \| \| Pachyrhinosaurus canadensis \| \| \| \| |
|  |                                                                                           |
|  | Pachyrhinosaurus lakustai                                                                 |
|  |                                                                                           |
|  | Pachyrhinosaurus canadensis                                                               |
|  |                                                                                           |

|  | Pachyrhinosaurus lakustai   |
|  |                             |
|  | Pachyrhinosaurus canadensis |
|  |                             |

|  | Achelousaurus horneri                                                                     |
|  |                                                                                           |
|  | \| \| Pachyrhinosaurus lakustai \| \| \| \| \| \| Pachyrhinosaurus canadensis \| \| \| \| |
|  |                                                                                           |
|  | Pachyrhinosaurus lakustai                                                                 |
|  |                                                                                           |
|  | Pachyrhinosaurus canadensis                                                               |
|  |                                                                                           |

|  | Pachyrhinosaurus lakustai   |
|  |                             |
|  | Pachyrhinosaurus canadensis |
|  |                             |

|  | Achelousaurus horneri                                                                     |
|  |                                                                                           |
|  | \| \| Pachyrhinosaurus lakustai \| \| \| \| \| \| Pachyrhinosaurus canadensis \| \| \| \| |
|  |                                                                                           |
|  | Pachyrhinosaurus lakustai                                                                 |
|  |                                                                                           |
|  | Pachyrhinosaurus canadensis                                                               |
|  |                                                                                           |

|  | Pachyrhinosaurus lakustai   |
|  |                             |
|  | Pachyrhinosaurus canadensis |
|  |                             |

|  | Achelousaurus horneri                                                                     |
|  |                                                                                           |
|  | \| \| Pachyrhinosaurus lakustai \| \| \| \| \| \| Pachyrhinosaurus canadensis \| \| \| \| |
|  |                                                                                           |
|  | Pachyrhinosaurus lakustai                                                                 |
|  |                                                                                           |
|  | Pachyrhinosaurus canadensis                                                               |
|  |                                                                                           |

|  | Pachyrhinosaurus lakustai   |
|  |                             |
|  | Pachyrhinosaurus canadensis |
|  |                             |

|  | Achelousaurus horneri                                                                     |
|  |                                                                                           |
|  | \| \| Pachyrhinosaurus lakustai \| \| \| \| \| \| Pachyrhinosaurus canadensis \| \| \| \| |
|  |                                                                                           |
|  | Pachyrhinosaurus lakustai                                                                 |
|  |                                                                                           |
|  | Pachyrhinosaurus canadensis                                                               |
|  |                                                                                           |

|  | Pachyrhinosaurus lakustai   |
|  |                             |
|  | Pachyrhinosaurus canadensis |
|  |                             |

|  | Centrosaurino sconosciuto |
|  |                           |
|  | Centrosaurus brinkmani    |
|  |                           |
|  | Centrosaurus apertus      |
|  |                           |
|  | Styracosaurus albertensis |
|  |                           |

|  | Achelousaurus horneri                                                                     |
|  |                                                                                           |
|  | \| \| Pachyrhinosaurus lakustai \| \| \| \| \| \| Pachyrhinosaurus canadensis \| \| \| \| |
|  |                                                                                           |
|  | Pachyrhinosaurus lakustai                                                                 |
|  |                                                                                           |
|  | Pachyrhinosaurus canadensis                                                               |
|  |                                                                                           |

|  | Pachyrhinosaurus lakustai   |
|  |                             |
|  | Pachyrhinosaurus canadensis |
|  |                             |

|  | Achelousaurus horneri                                                                     |
|  |                                                                                           |
|  | \| \| Pachyrhinosaurus lakustai \| \| \| \| \| \| Pachyrhinosaurus canadensis \| \| \| \| |
|  |                                                                                           |
|  | Pachyrhinosaurus lakustai                                                                 |
|  |                                                                                           |
|  | Pachyrhinosaurus canadensis                                                               |
|  |                                                                                           |

|  | Pachyrhinosaurus lakustai   |
|  |                             |
|  | Pachyrhinosaurus canadensis |
|  |                             |

|  | Achelousaurus horneri                                                                     |
|  |                                                                                           |
|  | \| \| Pachyrhinosaurus lakustai \| \| \| \| \| \| Pachyrhinosaurus canadensis \| \| \| \| |
|  |                                                                                           |
|  | Pachyrhinosaurus lakustai                                                                 |
|  |                                                                                           |
|  | Pachyrhinosaurus canadensis                                                               |
|  |                                                                                           |

|  | Pachyrhinosaurus lakustai   |
|  |                             |
|  | Pachyrhinosaurus canadensis |
|  |                             |

|  | Achelousaurus horneri                                                                     |
|  |                                                                                           |
|  | \| \| Pachyrhinosaurus lakustai \| \| \| \| \| \| Pachyrhinosaurus canadensis \| \| \| \| |
|  |                                                                                           |
|  | Pachyrhinosaurus lakustai                                                                 |
|  |                                                                                           |
|  | Pachyrhinosaurus canadensis                                                               |
|  |                                                                                           |

|  | Pachyrhinosaurus lakustai   |
|  |                             |
|  | Pachyrhinosaurus canadensis |
|  |                             |

|  | Achelousaurus horneri                                                                     |
|  |                                                                                           |
|  | \| \| Pachyrhinosaurus lakustai \| \| \| \| \| \| Pachyrhinosaurus canadensis \| \| \| \| |
|  |                                                                                           |
|  | Pachyrhinosaurus lakustai                                                                 |
|  |                                                                                           |
|  | Pachyrhinosaurus canadensis                                                               |
|  |                                                                                           |

|  | Pachyrhinosaurus lakustai   |
|  |                             |
|  | Pachyrhinosaurus canadensis |
|  |                             |

|  | Achelousaurus horneri                                                                     |
|  |                                                                                           |
|  | \| \| Pachyrhinosaurus lakustai \| \| \| \| \| \| Pachyrhinosaurus canadensis \| \| \| \| |
|  |                                                                                           |
|  | Pachyrhinosaurus lakustai                                                                 |
|  |                                                                                           |
|  | Pachyrhinosaurus canadensis                                                               |
|  |                                                                                           |

|  | Pachyrhinosaurus lakustai   |
|  |                             |
|  | Pachyrhinosaurus canadensis |
|  |                             |

|  | Achelousaurus horneri                                                                     |
|  |                                                                                           |
|  | \| \| Pachyrhinosaurus lakustai \| \| \| \| \| \| Pachyrhinosaurus canadensis \| \| \| \| |
|  |                                                                                           |
|  | Pachyrhinosaurus lakustai                                                                 |
|  |                                                                                           |
|  | Pachyrhinosaurus canadensis                                                               |
|  |                                                                                           |

|  | Pachyrhinosaurus lakustai   |
|  |                             |
|  | Pachyrhinosaurus canadensis |
|  |                             |

|  | Achelousaurus horneri                                                                     |
|  |                                                                                           |
|  | \| \| Pachyrhinosaurus lakustai \| \| \| \| \| \| Pachyrhinosaurus canadensis \| \| \| \| |
|  |                                                                                           |
|  | Pachyrhinosaurus lakustai                                                                 |
|  |                                                                                           |
|  | Pachyrhinosaurus canadensis                                                               |
|  |                                                                                           |

|  | Pachyrhinosaurus lakustai   |
|  |                             |
|  | Pachyrhinosaurus canadensis |
|  |                             |

|  | Centrosaurino sconosciuto |
|  |                           |
|  | Centrosaurus brinkmani    |
|  |                           |
|  | Centrosaurus apertus      |
|  |                           |
|  | Styracosaurus albertensis |
|  |                           |

|  | Achelousaurus horneri                                                                     |
|  |                                                                                           |
|  | \| \| Pachyrhinosaurus lakustai \| \| \| \| \| \| Pachyrhinosaurus canadensis \| \| \| \| |
|  |                                                                                           |
|  | Pachyrhinosaurus lakustai                                                                 |
|  |                                                                                           |
|  | Pachyrhinosaurus canadensis                                                               |
|  |                                                                                           |

|  | Pachyrhinosaurus lakustai   |
|  |                             |
|  | Pachyrhinosaurus canadensis |
|  |                             |

|  | Achelousaurus horneri                                                                     |
|  |                                                                                           |
|  | \| \| Pachyrhinosaurus lakustai \| \| \| \| \| \| Pachyrhinosaurus canadensis \| \| \| \| |
|  |                                                                                           |
|  | Pachyrhinosaurus lakustai                                                                 |
|  |                                                                                           |
|  | Pachyrhinosaurus canadensis                                                               |
|  |                                                                                           |

|  | Pachyrhinosaurus lakustai   |
|  |                             |
|  | Pachyrhinosaurus canadensis |
|  |                             |

|  | Achelousaurus horneri                                                                     |
|  |                                                                                           |
|  | \| \| Pachyrhinosaurus lakustai \| \| \| \| \| \| Pachyrhinosaurus canadensis \| \| \| \| |
|  |                                                                                           |
|  | Pachyrhinosaurus lakustai                                                                 |
|  |                                                                                           |
|  | Pachyrhinosaurus canadensis                                                               |
|  |                                                                                           |

|  | Pachyrhinosaurus lakustai   |
|  |                             |
|  | Pachyrhinosaurus canadensis |
|  |                             |

|  | Achelousaurus horneri                                                                     |
|  |                                                                                           |
|  | \| \| Pachyrhinosaurus lakustai \| \| \| \| \| \| Pachyrhinosaurus canadensis \| \| \| \| |
|  |                                                                                           |
|  | Pachyrhinosaurus lakustai                                                                 |
|  |                                                                                           |
|  | Pachyrhinosaurus canadensis                                                               |
|  |                                                                                           |

|  | Pachyrhinosaurus lakustai   |
|  |                             |
|  | Pachyrhinosaurus canadensis |
|  |                             |

|  | Achelousaurus horneri                                                                     |
|  |                                                                                           |
|  | \| \| Pachyrhinosaurus lakustai \| \| \| \| \| \| Pachyrhinosaurus canadensis \| \| \| \| |
|  |                                                                                           |
|  | Pachyrhinosaurus lakustai                                                                 |
|  |                                                                                           |
|  | Pachyrhinosaurus canadensis                                                               |
|  |                                                                                           |

|  | Pachyrhinosaurus lakustai   |
|  |                             |
|  | Pachyrhinosaurus canadensis |
|  |                             |

|  | Achelousaurus horneri                                                                     |
|  |                                                                                           |
|  | \| \| Pachyrhinosaurus lakustai \| \| \| \| \| \| Pachyrhinosaurus canadensis \| \| \| \| |
|  |                                                                                           |
|  | Pachyrhinosaurus lakustai                                                                 |
|  |                                                                                           |
|  | Pachyrhinosaurus canadensis                                                               |
|  |                                                                                           |

|  | Pachyrhinosaurus lakustai   |
|  |                             |
|  | Pachyrhinosaurus canadensis |
|  |                             |

|  | Achelousaurus horneri                                                                     |
|  |                                                                                           |
|  | \| \| Pachyrhinosaurus lakustai \| \| \| \| \| \| Pachyrhinosaurus canadensis \| \| \| \| |
|  |                                                                                           |
|  | Pachyrhinosaurus lakustai                                                                 |
|  |                                                                                           |
|  | Pachyrhinosaurus canadensis                                                               |
|  |                                                                                           |

|  | Pachyrhinosaurus lakustai   |
|  |                             |
|  | Pachyrhinosaurus canadensis |
|  |                             |

|  | Achelousaurus horneri                                                                     |
|  |                                                                                           |
|  | \| \| Pachyrhinosaurus lakustai \| \| \| \| \| \| Pachyrhinosaurus canadensis \| \| \| \| |
|  |                                                                                           |
|  | Pachyrhinosaurus lakustai                                                                 |
|  |                                                                                           |
|  | Pachyrhinosaurus canadensis                                                               |
|  |                                                                                           |

|  | Pachyrhinosaurus lakustai   |
|  |                             |
|  | Pachyrhinosaurus canadensis |
|  |                             |

|  | Centrosaurino sconosciuto |
|  |                           |
|  | Centrosaurus brinkmani    |
|  |                           |
|  | Centrosaurus apertus      |
|  |                           |
|  | Styracosaurus albertensis |
|  |                           |

|  | Achelousaurus horneri                                                                     |
|  |                                                                                           |
|  | \| \| Pachyrhinosaurus lakustai \| \| \| \| \| \| Pachyrhinosaurus canadensis \| \| \| \| |
|  |                                                                                           |
|  | Pachyrhinosaurus lakustai                                                                 |
|  |                                                                                           |
|  | Pachyrhinosaurus canadensis                                                               |
|  |                                                                                           |

|  | Pachyrhinosaurus lakustai   |
|  |                             |
|  | Pachyrhinosaurus canadensis |
|  |                             |

|  | Achelousaurus horneri                                                                     |
|  |                                                                                           |
|  | \| \| Pachyrhinosaurus lakustai \| \| \| \| \| \| Pachyrhinosaurus canadensis \| \| \| \| |
|  |                                                                                           |
|  | Pachyrhinosaurus lakustai                                                                 |
|  |                                                                                           |
|  | Pachyrhinosaurus canadensis                                                               |
|  |                                                                                           |

|  | Pachyrhinosaurus lakustai   |
|  |                             |
|  | Pachyrhinosaurus canadensis |
|  |                             |

|  | Achelousaurus horneri                                                                     |
|  |                                                                                           |
|  | \| \| Pachyrhinosaurus lakustai \| \| \| \| \| \| Pachyrhinosaurus canadensis \| \| \| \| |
|  |                                                                                           |
|  | Pachyrhinosaurus lakustai                                                                 |
|  |                                                                                           |
|  | Pachyrhinosaurus canadensis                                                               |
|  |                                                                                           |

|  | Pachyrhinosaurus lakustai   |
|  |                             |
|  | Pachyrhinosaurus canadensis |
|  |                             |

|  | Achelousaurus horneri                                                                     |
|  |                                                                                           |
|  | \| \| Pachyrhinosaurus lakustai \| \| \| \| \| \| Pachyrhinosaurus canadensis \| \| \| \| |
|  |                                                                                           |
|  | Pachyrhinosaurus lakustai                                                                 |
|  |                                                                                           |
|  | Pachyrhinosaurus canadensis                                                               |
|  |                                                                                           |

|  | Pachyrhinosaurus lakustai   |
|  |                             |
|  | Pachyrhinosaurus canadensis |
|  |                             |

|  | Achelousaurus horneri                                                                     |
|  |                                                                                           |
|  | \| \| Pachyrhinosaurus lakustai \| \| \| \| \| \| Pachyrhinosaurus canadensis \| \| \| \| |
|  |                                                                                           |
|  | Pachyrhinosaurus lakustai                                                                 |
|  |                                                                                           |
|  | Pachyrhinosaurus canadensis                                                               |
|  |                                                                                           |

|  | Pachyrhinosaurus lakustai   |
|  |                             |
|  | Pachyrhinosaurus canadensis |
|  |                             |

|  | Achelousaurus horneri                                                                     |
|  |                                                                                           |
|  | \| \| Pachyrhinosaurus lakustai \| \| \| \| \| \| Pachyrhinosaurus canadensis \| \| \| \| |
|  |                                                                                           |
|  | Pachyrhinosaurus lakustai                                                                 |
|  |                                                                                           |
|  | Pachyrhinosaurus canadensis                                                               |
|  |                                                                                           |

|  | Pachyrhinosaurus lakustai   |
|  |                             |
|  | Pachyrhinosaurus canadensis |
|  |                             |

|  | Achelousaurus horneri                                                                     |
|  |                                                                                           |
|  | \| \| Pachyrhinosaurus lakustai \| \| \| \| \| \| Pachyrhinosaurus canadensis \| \| \| \| |
|  |                                                                                           |
|  | Pachyrhinosaurus lakustai                                                                 |
|  |                                                                                           |
|  | Pachyrhinosaurus canadensis                                                               |
|  |                                                                                           |

|  | Pachyrhinosaurus lakustai   |
|  |                             |
|  | Pachyrhinosaurus canadensis |
|  |                             |

|  | Achelousaurus horneri                                                                     |
|  |                                                                                           |
|  | \| \| Pachyrhinosaurus lakustai \| \| \| \| \| \| Pachyrhinosaurus canadensis \| \| \| \| |
|  |                                                                                           |
|  | Pachyrhinosaurus lakustai                                                                 |
|  |                                                                                           |
|  | Pachyrhinosaurus canadensis                                                               |
|  |                                                                                           |

|  | Pachyrhinosaurus lakustai   |
|  |                             |
|  | Pachyrhinosaurus canadensis |
|  |                             |

|  | Centrosaurino sconosciuto |
|  |                           |
|  | Centrosaurus brinkmani    |
|  |                           |
|  | Centrosaurus apertus      |
|  |                           |
|  | Styracosaurus albertensis |
|  |                           |

|  | Achelousaurus horneri                                                                     |
|  |                                                                                           |
|  | \| \| Pachyrhinosaurus lakustai \| \| \| \| \| \| Pachyrhinosaurus canadensis \| \| \| \| |
|  |                                                                                           |
|  | Pachyrhinosaurus lakustai                                                                 |
|  |                                                                                           |
|  | Pachyrhinosaurus canadensis                                                               |
|  |                                                                                           |

|  | Pachyrhinosaurus lakustai   |
|  |                             |
|  | Pachyrhinosaurus canadensis |
|  |                             |

|  | Achelousaurus horneri                                                                     |
|  |                                                                                           |
|  | \| \| Pachyrhinosaurus lakustai \| \| \| \| \| \| Pachyrhinosaurus canadensis \| \| \| \| |
|  |                                                                                           |
|  | Pachyrhinosaurus lakustai                                                                 |
|  |                                                                                           |
|  | Pachyrhinosaurus canadensis                                                               |
|  |                                                                                           |

|  | Pachyrhinosaurus lakustai   |
|  |                             |
|  | Pachyrhinosaurus canadensis |
|  |                             |

|  | Achelousaurus horneri                                                                     |
|  |                                                                                           |
|  | \| \| Pachyrhinosaurus lakustai \| \| \| \| \| \| Pachyrhinosaurus canadensis \| \| \| \| |
|  |                                                                                           |
|  | Pachyrhinosaurus lakustai                                                                 |
|  |                                                                                           |
|  | Pachyrhinosaurus canadensis                                                               |
|  |                                                                                           |

|  | Pachyrhinosaurus lakustai   |
|  |                             |
|  | Pachyrhinosaurus canadensis |
|  |                             |

|  | Achelousaurus horneri                                                                     |
|  |                                                                                           |
|  | \| \| Pachyrhinosaurus lakustai \| \| \| \| \| \| Pachyrhinosaurus canadensis \| \| \| \| |
|  |                                                                                           |
|  | Pachyrhinosaurus lakustai                                                                 |
|  |                                                                                           |
|  | Pachyrhinosaurus canadensis                                                               |
|  |                                                                                           |

|  | Pachyrhinosaurus lakustai   |
|  |                             |
|  | Pachyrhinosaurus canadensis |
|  |                             |

|  | Achelousaurus horneri                                                                     |
|  |                                                                                           |
|  | \| \| Pachyrhinosaurus lakustai \| \| \| \| \| \| Pachyrhinosaurus canadensis \| \| \| \| |
|  |                                                                                           |
|  | Pachyrhinosaurus lakustai                                                                 |
|  |                                                                                           |
|  | Pachyrhinosaurus canadensis                                                               |
|  |                                                                                           |

|  | Pachyrhinosaurus lakustai   |
|  |                             |
|  | Pachyrhinosaurus canadensis |
|  |                             |

|  | Achelousaurus horneri                                                                     |
|  |                                                                                           |
|  | \| \| Pachyrhinosaurus lakustai \| \| \| \| \| \| Pachyrhinosaurus canadensis \| \| \| \| |
|  |                                                                                           |
|  | Pachyrhinosaurus lakustai                                                                 |
|  |                                                                                           |
|  | Pachyrhinosaurus canadensis                                                               |
|  |                                                                                           |

|  | Pachyrhinosaurus lakustai   |
|  |                             |
|  | Pachyrhinosaurus canadensis |
|  |                             |

|  | Achelousaurus horneri                                                                     |
|  |                                                                                           |
|  | \| \| Pachyrhinosaurus lakustai \| \| \| \| \| \| Pachyrhinosaurus canadensis \| \| \| \| |
|  |                                                                                           |
|  | Pachyrhinosaurus lakustai                                                                 |
|  |                                                                                           |
|  | Pachyrhinosaurus canadensis                                                               |
|  |                                                                                           |

|  | Pachyrhinosaurus lakustai   |
|  |                             |
|  | Pachyrhinosaurus canadensis |
|  |                             |

|  | Achelousaurus horneri                                                                     |
|  |                                                                                           |
|  | \| \| Pachyrhinosaurus lakustai \| \| \| \| \| \| Pachyrhinosaurus canadensis \| \| \| \| |
|  |                                                                                           |
|  | Pachyrhinosaurus lakustai                                                                 |
|  |                                                                                           |
|  | Pachyrhinosaurus canadensis                                                               |
|  |                                                                                           |

|  | Pachyrhinosaurus lakustai   |
|  |                             |
|  | Pachyrhinosaurus canadensis |
|  |                             |

|  | Centrosaurino sconosciuto |
|  |                           |
|  | Centrosaurus brinkmani    |
|  |                           |
|  | Centrosaurus apertus      |
|  |                           |
|  | Styracosaurus albertensis |
|  |                           |

|  | Achelousaurus horneri                                                                     |
|  |                                                                                           |
|  | \| \| Pachyrhinosaurus lakustai \| \| \| \| \| \| Pachyrhinosaurus canadensis \| \| \| \| |
|  |                                                                                           |
|  | Pachyrhinosaurus lakustai                                                                 |
|  |                                                                                           |
|  | Pachyrhinosaurus canadensis                                                               |
|  |                                                                                           |

|  | Pachyrhinosaurus lakustai   |
|  |                             |
|  | Pachyrhinosaurus canadensis |
|  |                             |

|  | Achelousaurus horneri                                                                     |
|  |                                                                                           |
|  | \| \| Pachyrhinosaurus lakustai \| \| \| \| \| \| Pachyrhinosaurus canadensis \| \| \| \| |
|  |                                                                                           |
|  | Pachyrhinosaurus lakustai                                                                 |
|  |                                                                                           |
|  | Pachyrhinosaurus canadensis                                                               |
|  |                                                                                           |

|  | Pachyrhinosaurus lakustai   |
|  |                             |
|  | Pachyrhinosaurus canadensis |
|  |                             |

|  | Achelousaurus horneri                                                                     |
|  |                                                                                           |
|  | \| \| Pachyrhinosaurus lakustai \| \| \| \| \| \| Pachyrhinosaurus canadensis \| \| \| \| |
|  |                                                                                           |
|  | Pachyrhinosaurus lakustai                                                                 |
|  |                                                                                           |
|  | Pachyrhinosaurus canadensis                                                               |
|  |                                                                                           |

|  | Pachyrhinosaurus lakustai   |
|  |                             |
|  | Pachyrhinosaurus canadensis |
|  |                             |

|  | Achelousaurus horneri                                                                     |
|  |                                                                                           |
|  | \| \| Pachyrhinosaurus lakustai \| \| \| \| \| \| Pachyrhinosaurus canadensis \| \| \| \| |
|  |                                                                                           |
|  | Pachyrhinosaurus lakustai                                                                 |
|  |                                                                                           |
|  | Pachyrhinosaurus canadensis                                                               |
|  |                                                                                           |

|  | Pachyrhinosaurus lakustai   |
|  |                             |
|  | Pachyrhinosaurus canadensis |
|  |                             |

|  | Achelousaurus horneri                                                                     |
|  |                                                                                           |
|  | \| \| Pachyrhinosaurus lakustai \| \| \| \| \| \| Pachyrhinosaurus canadensis \| \| \| \| |
|  |                                                                                           |
|  | Pachyrhinosaurus lakustai                                                                 |
|  |                                                                                           |
|  | Pachyrhinosaurus canadensis                                                               |
|  |                                                                                           |

|  | Pachyrhinosaurus lakustai   |
|  |                             |
|  | Pachyrhinosaurus canadensis |
|  |                             |

|  | Achelousaurus horneri                                                                     |
|  |                                                                                           |
|  | \| \| Pachyrhinosaurus lakustai \| \| \| \| \| \| Pachyrhinosaurus canadensis \| \| \| \| |
|  |                                                                                           |
|  | Pachyrhinosaurus lakustai                                                                 |
|  |                                                                                           |
|  | Pachyrhinosaurus canadensis                                                               |
|  |                                                                                           |

|  | Pachyrhinosaurus lakustai   |
|  |                             |
|  | Pachyrhinosaurus canadensis |
|  |                             |

|  | Achelousaurus horneri                                                                     |
|  |                                                                                           |
|  | \| \| Pachyrhinosaurus lakustai \| \| \| \| \| \| Pachyrhinosaurus canadensis \| \| \| \| |
|  |                                                                                           |
|  | Pachyrhinosaurus lakustai                                                                 |
|  |                                                                                           |
|  | Pachyrhinosaurus canadensis                                                               |
|  |                                                                                           |

|  | Pachyrhinosaurus lakustai   |
|  |                             |
|  | Pachyrhinosaurus canadensis |
|  |                             |

|  | Achelousaurus horneri                                                                     |
|  |                                                                                           |
|  | \| \| Pachyrhinosaurus lakustai \| \| \| \| \| \| Pachyrhinosaurus canadensis \| \| \| \| |
|  |                                                                                           |
|  | Pachyrhinosaurus lakustai                                                                 |
|  |                                                                                           |
|  | Pachyrhinosaurus canadensis                                                               |
|  |                                                                                           |

|  | Pachyrhinosaurus lakustai   |
|  |                             |
|  | Pachyrhinosaurus canadensis |
|  |                             |

|  | Centrosaurino sconosciuto |
|  |                           |
|  | Centrosaurus brinkmani    |
|  |                           |
|  | Centrosaurus apertus      |
|  |                           |
|  | Styracosaurus albertensis |
|  |                           |

|  | Achelousaurus horneri                                                                     |
|  |                                                                                           |
|  | \| \| Pachyrhinosaurus lakustai \| \| \| \| \| \| Pachyrhinosaurus canadensis \| \| \| \| |
|  |                                                                                           |
|  | Pachyrhinosaurus lakustai                                                                 |
|  |                                                                                           |
|  | Pachyrhinosaurus canadensis                                                               |
|  |                                                                                           |

|  | Pachyrhinosaurus lakustai   |
|  |                             |
|  | Pachyrhinosaurus canadensis |
|  |                             |

|  | Achelousaurus horneri                                                                     |
|  |                                                                                           |
|  | \| \| Pachyrhinosaurus lakustai \| \| \| \| \| \| Pachyrhinosaurus canadensis \| \| \| \| |
|  |                                                                                           |
|  | Pachyrhinosaurus lakustai                                                                 |
|  |                                                                                           |
|  | Pachyrhinosaurus canadensis                                                               |
|  |                                                                                           |

|  | Pachyrhinosaurus lakustai   |
|  |                             |
|  | Pachyrhinosaurus canadensis |
|  |                             |

|  | Achelousaurus horneri                                                                     |
|  |                                                                                           |
|  | \| \| Pachyrhinosaurus lakustai \| \| \| \| \| \| Pachyrhinosaurus canadensis \| \| \| \| |
|  |                                                                                           |
|  | Pachyrhinosaurus lakustai                                                                 |
|  |                                                                                           |
|  | Pachyrhinosaurus canadensis                                                               |
|  |                                                                                           |

|  | Pachyrhinosaurus lakustai   |
|  |                             |
|  | Pachyrhinosaurus canadensis |
|  |                             |

|  | Achelousaurus horneri                                                                     |
|  |                                                                                           |
|  | \| \| Pachyrhinosaurus lakustai \| \| \| \| \| \| Pachyrhinosaurus canadensis \| \| \| \| |
|  |                                                                                           |
|  | Pachyrhinosaurus lakustai                                                                 |
|  |                                                                                           |
|  | Pachyrhinosaurus canadensis                                                               |
|  |                                                                                           |

|  | Pachyrhinosaurus lakustai   |
|  |                             |
|  | Pachyrhinosaurus canadensis |
|  |                             |

|  | Achelousaurus horneri                                                                     |
|  |                                                                                           |
|  | \| \| Pachyrhinosaurus lakustai \| \| \| \| \| \| Pachyrhinosaurus canadensis \| \| \| \| |
|  |                                                                                           |
|  | Pachyrhinosaurus lakustai                                                                 |
|  |                                                                                           |
|  | Pachyrhinosaurus canadensis                                                               |
|  |                                                                                           |

|  | Pachyrhinosaurus lakustai   |
|  |                             |
|  | Pachyrhinosaurus canadensis |
|  |                             |

|  | Achelousaurus horneri                                                                     |
|  |                                                                                           |
|  | \| \| Pachyrhinosaurus lakustai \| \| \| \| \| \| Pachyrhinosaurus canadensis \| \| \| \| |
|  |                                                                                           |
|  | Pachyrhinosaurus lakustai                                                                 |
|  |                                                                                           |
|  | Pachyrhinosaurus canadensis                                                               |
|  |                                                                                           |

|  | Pachyrhinosaurus lakustai   |
|  |                             |
|  | Pachyrhinosaurus canadensis |
|  |                             |

|  | Achelousaurus horneri                                                                     |
|  |                                                                                           |
|  | \| \| Pachyrhinosaurus lakustai \| \| \| \| \| \| Pachyrhinosaurus canadensis \| \| \| \| |
|  |                                                                                           |
|  | Pachyrhinosaurus lakustai                                                                 |
|  |                                                                                           |
|  | Pachyrhinosaurus canadensis                                                               |
|  |                                                                                           |

|  | Pachyrhinosaurus lakustai   |
|  |                             |
|  | Pachyrhinosaurus canadensis |
|  |                             |

|  | Achelousaurus horneri                                                                     |
|  |                                                                                           |
|  | \| \| Pachyrhinosaurus lakustai \| \| \| \| \| \| Pachyrhinosaurus canadensis \| \| \| \| |
|  |                                                                                           |
|  | Pachyrhinosaurus lakustai                                                                 |
|  |                                                                                           |
|  | Pachyrhinosaurus canadensis                                                               |
|  |                                                                                           |

|  | Pachyrhinosaurus lakustai   |
|  |                             |
|  | Pachyrhinosaurus canadensis |
|  |                             |

|  | Chasmosaurus belli        |
|  |                           |
|  | Pentaceratops sternbergii |
|  |                           |

|  | Centrosaurino sconosciuto |
|  |                           |
|  | Centrosaurus brinkmani    |
|  |                           |
|  | Centrosaurus apertus      |
|  |                           |
|  | Styracosaurus albertensis |
|  |                           |

|  | Achelousaurus horneri                                                                     |
|  |                                                                                           |
|  | \| \| Pachyrhinosaurus lakustai \| \| \| \| \| \| Pachyrhinosaurus canadensis \| \| \| \| |
|  |                                                                                           |
|  | Pachyrhinosaurus lakustai                                                                 |
|  |                                                                                           |
|  | Pachyrhinosaurus canadensis                                                               |
|  |                                                                                           |

|  | Pachyrhinosaurus lakustai   |
|  |                             |
|  | Pachyrhinosaurus canadensis |
|  |                             |

|  | Achelousaurus horneri                                                                     |
|  |                                                                                           |
|  | \| \| Pachyrhinosaurus lakustai \| \| \| \| \| \| Pachyrhinosaurus canadensis \| \| \| \| |
|  |                                                                                           |
|  | Pachyrhinosaurus lakustai                                                                 |
|  |                                                                                           |
|  | Pachyrhinosaurus canadensis                                                               |
|  |                                                                                           |

|  | Pachyrhinosaurus lakustai   |
|  |                             |
|  | Pachyrhinosaurus canadensis |
|  |                             |

|  | Achelousaurus horneri                                                                     |
|  |                                                                                           |
|  | \| \| Pachyrhinosaurus lakustai \| \| \| \| \| \| Pachyrhinosaurus canadensis \| \| \| \| |
|  |                                                                                           |
|  | Pachyrhinosaurus lakustai                                                                 |
|  |                                                                                           |
|  | Pachyrhinosaurus canadensis                                                               |
|  |                                                                                           |

|  | Pachyrhinosaurus lakustai   |
|  |                             |
|  | Pachyrhinosaurus canadensis |
|  |                             |

|  | Achelousaurus horneri                                                                     |
|  |                                                                                           |
|  | \| \| Pachyrhinosaurus lakustai \| \| \| \| \| \| Pachyrhinosaurus canadensis \| \| \| \| |
|  |                                                                                           |
|  | Pachyrhinosaurus lakustai                                                                 |
|  |                                                                                           |
|  | Pachyrhinosaurus canadensis                                                               |
|  |                                                                                           |

|  | Pachyrhinosaurus lakustai   |
|  |                             |
|  | Pachyrhinosaurus canadensis |
|  |                             |

|  | Achelousaurus horneri                                                                     |
|  |                                                                                           |
|  | \| \| Pachyrhinosaurus lakustai \| \| \| \| \| \| Pachyrhinosaurus canadensis \| \| \| \| |
|  |                                                                                           |
|  | Pachyrhinosaurus lakustai                                                                 |
|  |                                                                                           |
|  | Pachyrhinosaurus canadensis                                                               |
|  |                                                                                           |

|  | Pachyrhinosaurus lakustai   |
|  |                             |
|  | Pachyrhinosaurus canadensis |
|  |                             |

|  | Achelousaurus horneri                                                                     |
|  |                                                                                           |
|  | \| \| Pachyrhinosaurus lakustai \| \| \| \| \| \| Pachyrhinosaurus canadensis \| \| \| \| |
|  |                                                                                           |
|  | Pachyrhinosaurus lakustai                                                                 |
|  |                                                                                           |
|  | Pachyrhinosaurus canadensis                                                               |
|  |                                                                                           |

|  | Pachyrhinosaurus lakustai   |
|  |                             |
|  | Pachyrhinosaurus canadensis |
|  |                             |

|  | Achelousaurus horneri                                                                     |
|  |                                                                                           |
|  | \| \| Pachyrhinosaurus lakustai \| \| \| \| \| \| Pachyrhinosaurus canadensis \| \| \| \| |
|  |                                                                                           |
|  | Pachyrhinosaurus lakustai                                                                 |
|  |                                                                                           |
|  | Pachyrhinosaurus canadensis                                                               |
|  |                                                                                           |

|  | Pachyrhinosaurus lakustai   |
|  |                             |
|  | Pachyrhinosaurus canadensis |
|  |                             |

|  | Achelousaurus horneri                                                                     |
|  |                                                                                           |
|  | \| \| Pachyrhinosaurus lakustai \| \| \| \| \| \| Pachyrhinosaurus canadensis \| \| \| \| |
|  |                                                                                           |
|  | Pachyrhinosaurus lakustai                                                                 |
|  |                                                                                           |
|  | Pachyrhinosaurus canadensis                                                               |
|  |                                                                                           |

|  | Pachyrhinosaurus lakustai   |
|  |                             |
|  | Pachyrhinosaurus canadensis |
|  |                             |

|  | Centrosaurino sconosciuto |
|  |                           |
|  | Centrosaurus brinkmani    |
|  |                           |
|  | Centrosaurus apertus      |
|  |                           |
|  | Styracosaurus albertensis |
|  |                           |

|  | Achelousaurus horneri                                                                     |
|  |                                                                                           |
|  | \| \| Pachyrhinosaurus lakustai \| \| \| \| \| \| Pachyrhinosaurus canadensis \| \| \| \| |
|  |                                                                                           |
|  | Pachyrhinosaurus lakustai                                                                 |
|  |                                                                                           |
|  | Pachyrhinosaurus canadensis                                                               |
|  |                                                                                           |

|  | Pachyrhinosaurus lakustai   |
|  |                             |
|  | Pachyrhinosaurus canadensis |
|  |                             |

|  | Achelousaurus horneri                                                                     |
|  |                                                                                           |
|  | \| \| Pachyrhinosaurus lakustai \| \| \| \| \| \| Pachyrhinosaurus canadensis \| \| \| \| |
|  |                                                                                           |
|  | Pachyrhinosaurus lakustai                                                                 |
|  |                                                                                           |
|  | Pachyrhinosaurus canadensis                                                               |
|  |                                                                                           |

|  | Pachyrhinosaurus lakustai   |
|  |                             |
|  | Pachyrhinosaurus canadensis |
|  |                             |

|  | Achelousaurus horneri                                                                     |
|  |                                                                                           |
|  | \| \| Pachyrhinosaurus lakustai \| \| \| \| \| \| Pachyrhinosaurus canadensis \| \| \| \| |
|  |                                                                                           |
|  | Pachyrhinosaurus lakustai                                                                 |
|  |                                                                                           |
|  | Pachyrhinosaurus canadensis                                                               |
|  |                                                                                           |

|  | Pachyrhinosaurus lakustai   |
|  |                             |
|  | Pachyrhinosaurus canadensis |
|  |                             |

|  | Achelousaurus horneri                                                                     |
|  |                                                                                           |
|  | \| \| Pachyrhinosaurus lakustai \| \| \| \| \| \| Pachyrhinosaurus canadensis \| \| \| \| |
|  |                                                                                           |
|  | Pachyrhinosaurus lakustai                                                                 |
|  |                                                                                           |
|  | Pachyrhinosaurus canadensis                                                               |
|  |                                                                                           |

|  | Pachyrhinosaurus lakustai   |
|  |                             |
|  | Pachyrhinosaurus canadensis |
|  |                             |

|  | Achelousaurus horneri                                                                     |
|  |                                                                                           |
|  | \| \| Pachyrhinosaurus lakustai \| \| \| \| \| \| Pachyrhinosaurus canadensis \| \| \| \| |
|  |                                                                                           |
|  | Pachyrhinosaurus lakustai                                                                 |
|  |                                                                                           |
|  | Pachyrhinosaurus canadensis                                                               |
|  |                                                                                           |

|  | Pachyrhinosaurus lakustai   |
|  |                             |
|  | Pachyrhinosaurus canadensis |
|  |                             |

|  | Achelousaurus horneri                                                                     |
|  |                                                                                           |
|  | \| \| Pachyrhinosaurus lakustai \| \| \| \| \| \| Pachyrhinosaurus canadensis \| \| \| \| |
|  |                                                                                           |
|  | Pachyrhinosaurus lakustai                                                                 |
|  |                                                                                           |
|  | Pachyrhinosaurus canadensis                                                               |
|  |                                                                                           |

|  | Pachyrhinosaurus lakustai   |
|  |                             |
|  | Pachyrhinosaurus canadensis |
|  |                             |

|  | Achelousaurus horneri                                                                     |
|  |                                                                                           |
|  | \| \| Pachyrhinosaurus lakustai \| \| \| \| \| \| Pachyrhinosaurus canadensis \| \| \| \| |
|  |                                                                                           |
|  | Pachyrhinosaurus lakustai                                                                 |
|  |                                                                                           |
|  | Pachyrhinosaurus canadensis                                                               |
|  |                                                                                           |

|  | Pachyrhinosaurus lakustai   |
|  |                             |
|  | Pachyrhinosaurus canadensis |
|  |                             |

|  | Achelousaurus horneri                                                                     |
|  |                                                                                           |
|  | \| \| Pachyrhinosaurus lakustai \| \| \| \| \| \| Pachyrhinosaurus canadensis \| \| \| \| |
|  |                                                                                           |
|  | Pachyrhinosaurus lakustai                                                                 |
|  |                                                                                           |
|  | Pachyrhinosaurus canadensis                                                               |
|  |                                                                                           |

|  | Pachyrhinosaurus lakustai   |
|  |                             |
|  | Pachyrhinosaurus canadensis |
|  |                             |

|  | Centrosaurino sconosciuto |
|  |                           |
|  | Centrosaurus brinkmani    |
|  |                           |
|  | Centrosaurus apertus      |
|  |                           |
|  | Styracosaurus albertensis |
|  |                           |

|  | Achelousaurus horneri                                                                     |
|  |                                                                                           |
|  | \| \| Pachyrhinosaurus lakustai \| \| \| \| \| \| Pachyrhinosaurus canadensis \| \| \| \| |
|  |                                                                                           |
|  | Pachyrhinosaurus lakustai                                                                 |
|  |                                                                                           |
|  | Pachyrhinosaurus canadensis                                                               |
|  |                                                                                           |

|  | Pachyrhinosaurus lakustai   |
|  |                             |
|  | Pachyrhinosaurus canadensis |
|  |                             |

|  | Achelousaurus horneri                                                                     |
|  |                                                                                           |
|  | \| \| Pachyrhinosaurus lakustai \| \| \| \| \| \| Pachyrhinosaurus canadensis \| \| \| \| |
|  |                                                                                           |
|  | Pachyrhinosaurus lakustai                                                                 |
|  |                                                                                           |
|  | Pachyrhinosaurus canadensis                                                               |
|  |                                                                                           |

|  | Pachyrhinosaurus lakustai   |
|  |                             |
|  | Pachyrhinosaurus canadensis |
|  |                             |

|  | Achelousaurus horneri                                                                     |
|  |                                                                                           |
|  | \| \| Pachyrhinosaurus lakustai \| \| \| \| \| \| Pachyrhinosaurus canadensis \| \| \| \| |
|  |                                                                                           |
|  | Pachyrhinosaurus lakustai                                                                 |
|  |                                                                                           |
|  | Pachyrhinosaurus canadensis                                                               |
|  |                                                                                           |

|  | Pachyrhinosaurus lakustai   |
|  |                             |
|  | Pachyrhinosaurus canadensis |
|  |                             |

|  | Achelousaurus horneri                                                                     |
|  |                                                                                           |
|  | \| \| Pachyrhinosaurus lakustai \| \| \| \| \| \| Pachyrhinosaurus canadensis \| \| \| \| |
|  |                                                                                           |
|  | Pachyrhinosaurus lakustai                                                                 |
|  |                                                                                           |
|  | Pachyrhinosaurus canadensis                                                               |
|  |                                                                                           |

|  | Pachyrhinosaurus lakustai   |
|  |                             |
|  | Pachyrhinosaurus canadensis |
|  |                             |

|  | Achelousaurus horneri                                                                     |
|  |                                                                                           |
|  | \| \| Pachyrhinosaurus lakustai \| \| \| \| \| \| Pachyrhinosaurus canadensis \| \| \| \| |
|  |                                                                                           |
|  | Pachyrhinosaurus lakustai                                                                 |
|  |                                                                                           |
|  | Pachyrhinosaurus canadensis                                                               |
|  |                                                                                           |

|  | Pachyrhinosaurus lakustai   |
|  |                             |
|  | Pachyrhinosaurus canadensis |
|  |                             |

|  | Achelousaurus horneri                                                                     |
|  |                                                                                           |
|  | \| \| Pachyrhinosaurus lakustai \| \| \| \| \| \| Pachyrhinosaurus canadensis \| \| \| \| |
|  |                                                                                           |
|  | Pachyrhinosaurus lakustai                                                                 |
|  |                                                                                           |
|  | Pachyrhinosaurus canadensis                                                               |
|  |                                                                                           |

|  | Pachyrhinosaurus lakustai   |
|  |                             |
|  | Pachyrhinosaurus canadensis |
|  |                             |

|  | Achelousaurus horneri                                                                     |
|  |                                                                                           |
|  | \| \| Pachyrhinosaurus lakustai \| \| \| \| \| \| Pachyrhinosaurus canadensis \| \| \| \| |
|  |                                                                                           |
|  | Pachyrhinosaurus lakustai                                                                 |
|  |                                                                                           |
|  | Pachyrhinosaurus canadensis                                                               |
|  |                                                                                           |

|  | Pachyrhinosaurus lakustai   |
|  |                             |
|  | Pachyrhinosaurus canadensis |
|  |                             |

|  | Achelousaurus horneri                                                                     |
|  |                                                                                           |
|  | \| \| Pachyrhinosaurus lakustai \| \| \| \| \| \| Pachyrhinosaurus canadensis \| \| \| \| |
|  |                                                                                           |
|  | Pachyrhinosaurus lakustai                                                                 |
|  |                                                                                           |
|  | Pachyrhinosaurus canadensis                                                               |
|  |                                                                                           |

|  | Pachyrhinosaurus lakustai   |
|  |                             |
|  | Pachyrhinosaurus canadensis |
|  |                             |

|  | Centrosaurino sconosciuto |
|  |                           |
|  | Centrosaurus brinkmani    |
|  |                           |
|  | Centrosaurus apertus      |
|  |                           |
|  | Styracosaurus albertensis |
|  |                           |

|  | Achelousaurus horneri                                                                     |
|  |                                                                                           |
|  | \| \| Pachyrhinosaurus lakustai \| \| \| \| \| \| Pachyrhinosaurus canadensis \| \| \| \| |
|  |                                                                                           |
|  | Pachyrhinosaurus lakustai                                                                 |
|  |                                                                                           |
|  | Pachyrhinosaurus canadensis                                                               |
|  |                                                                                           |

|  | Pachyrhinosaurus lakustai   |
|  |                             |
|  | Pachyrhinosaurus canadensis |
|  |                             |

|  | Achelousaurus horneri                                                                     |
|  |                                                                                           |
|  | \| \| Pachyrhinosaurus lakustai \| \| \| \| \| \| Pachyrhinosaurus canadensis \| \| \| \| |
|  |                                                                                           |
|  | Pachyrhinosaurus lakustai                                                                 |
|  |                                                                                           |
|  | Pachyrhinosaurus canadensis                                                               |
|  |                                                                                           |

|  | Pachyrhinosaurus lakustai   |
|  |                             |
|  | Pachyrhinosaurus canadensis |
|  |                             |

|  | Achelousaurus horneri                                                                     |
|  |                                                                                           |
|  | \| \| Pachyrhinosaurus lakustai \| \| \| \| \| \| Pachyrhinosaurus canadensis \| \| \| \| |
|  |                                                                                           |
|  | Pachyrhinosaurus lakustai                                                                 |
|  |                                                                                           |
|  | Pachyrhinosaurus canadensis                                                               |
|  |                                                                                           |

|  | Pachyrhinosaurus lakustai   |
|  |                             |
|  | Pachyrhinosaurus canadensis |
|  |                             |

|  | Achelousaurus horneri                                                                     |
|  |                                                                                           |
|  | \| \| Pachyrhinosaurus lakustai \| \| \| \| \| \| Pachyrhinosaurus canadensis \| \| \| \| |
|  |                                                                                           |
|  | Pachyrhinosaurus lakustai                                                                 |
|  |                                                                                           |
|  | Pachyrhinosaurus canadensis                                                               |
|  |                                                                                           |

|  | Pachyrhinosaurus lakustai   |
|  |                             |
|  | Pachyrhinosaurus canadensis |
|  |                             |

|  | Achelousaurus horneri                                                                     |
|  |                                                                                           |
|  | \| \| Pachyrhinosaurus lakustai \| \| \| \| \| \| Pachyrhinosaurus canadensis \| \| \| \| |
|  |                                                                                           |
|  | Pachyrhinosaurus lakustai                                                                 |
|  |                                                                                           |
|  | Pachyrhinosaurus canadensis                                                               |
|  |                                                                                           |

|  | Pachyrhinosaurus lakustai   |
|  |                             |
|  | Pachyrhinosaurus canadensis |
|  |                             |

|  | Achelousaurus horneri                                                                     |
|  |                                                                                           |
|  | \| \| Pachyrhinosaurus lakustai \| \| \| \| \| \| Pachyrhinosaurus canadensis \| \| \| \| |
|  |                                                                                           |
|  | Pachyrhinosaurus lakustai                                                                 |
|  |                                                                                           |
|  | Pachyrhinosaurus canadensis                                                               |
|  |                                                                                           |

|  | Pachyrhinosaurus lakustai   |
|  |                             |
|  | Pachyrhinosaurus canadensis |
|  |                             |

|  | Achelousaurus horneri                                                                     |
|  |                                                                                           |
|  | \| \| Pachyrhinosaurus lakustai \| \| \| \| \| \| Pachyrhinosaurus canadensis \| \| \| \| |
|  |                                                                                           |
|  | Pachyrhinosaurus lakustai                                                                 |
|  |                                                                                           |
|  | Pachyrhinosaurus canadensis                                                               |
|  |                                                                                           |

|  | Pachyrhinosaurus lakustai   |
|  |                             |
|  | Pachyrhinosaurus canadensis |
|  |                             |

|  | Achelousaurus horneri                                                                     |
|  |                                                                                           |
|  | \| \| Pachyrhinosaurus lakustai \| \| \| \| \| \| Pachyrhinosaurus canadensis \| \| \| \| |
|  |                                                                                           |
|  | Pachyrhinosaurus lakustai                                                                 |
|  |                                                                                           |
|  | Pachyrhinosaurus canadensis                                                               |
|  |                                                                                           |

|  | Pachyrhinosaurus lakustai   |
|  |                             |
|  | Pachyrhinosaurus canadensis |
|  |                             |

|  | Centrosaurino sconosciuto |
|  |                           |
|  | Centrosaurus brinkmani    |
|  |                           |
|  | Centrosaurus apertus      |
|  |                           |
|  | Styracosaurus albertensis |
|  |                           |

|  | Achelousaurus horneri                                                                     |
|  |                                                                                           |
|  | \| \| Pachyrhinosaurus lakustai \| \| \| \| \| \| Pachyrhinosaurus canadensis \| \| \| \| |
|  |                                                                                           |
|  | Pachyrhinosaurus lakustai                                                                 |
|  |                                                                                           |
|  | Pachyrhinosaurus canadensis                                                               |
|  |                                                                                           |

|  | Pachyrhinosaurus lakustai   |
|  |                             |
|  | Pachyrhinosaurus canadensis |
|  |                             |

|  | Achelousaurus horneri                                                                     |
|  |                                                                                           |
|  | \| \| Pachyrhinosaurus lakustai \| \| \| \| \| \| Pachyrhinosaurus canadensis \| \| \| \| |
|  |                                                                                           |
|  | Pachyrhinosaurus lakustai                                                                 |
|  |                                                                                           |
|  | Pachyrhinosaurus canadensis                                                               |
|  |                                                                                           |

|  | Pachyrhinosaurus lakustai   |
|  |                             |
|  | Pachyrhinosaurus canadensis |
|  |                             |

|  | Achelousaurus horneri                                                                     |
|  |                                                                                           |
|  | \| \| Pachyrhinosaurus lakustai \| \| \| \| \| \| Pachyrhinosaurus canadensis \| \| \| \| |
|  |                                                                                           |
|  | Pachyrhinosaurus lakustai                                                                 |
|  |                                                                                           |
|  | Pachyrhinosaurus canadensis                                                               |
|  |                                                                                           |

|  | Pachyrhinosaurus lakustai   |
|  |                             |
|  | Pachyrhinosaurus canadensis |
|  |                             |

|  | Achelousaurus horneri                                                                     |
|  |                                                                                           |
|  | \| \| Pachyrhinosaurus lakustai \| \| \| \| \| \| Pachyrhinosaurus canadensis \| \| \| \| |
|  |                                                                                           |
|  | Pachyrhinosaurus lakustai                                                                 |
|  |                                                                                           |
|  | Pachyrhinosaurus canadensis                                                               |
|  |                                                                                           |

|  | Pachyrhinosaurus lakustai   |
|  |                             |
|  | Pachyrhinosaurus canadensis |
|  |                             |

|  | Achelousaurus horneri                                                                     |
|  |                                                                                           |
|  | \| \| Pachyrhinosaurus lakustai \| \| \| \| \| \| Pachyrhinosaurus canadensis \| \| \| \| |
|  |                                                                                           |
|  | Pachyrhinosaurus lakustai                                                                 |
|  |                                                                                           |
|  | Pachyrhinosaurus canadensis                                                               |
|  |                                                                                           |

|  | Pachyrhinosaurus lakustai   |
|  |                             |
|  | Pachyrhinosaurus canadensis |
|  |                             |

|  | Achelousaurus horneri                                                                     |
|  |                                                                                           |
|  | \| \| Pachyrhinosaurus lakustai \| \| \| \| \| \| Pachyrhinosaurus canadensis \| \| \| \| |
|  |                                                                                           |
|  | Pachyrhinosaurus lakustai                                                                 |
|  |                                                                                           |
|  | Pachyrhinosaurus canadensis                                                               |
|  |                                                                                           |

|  | Pachyrhinosaurus lakustai   |
|  |                             |
|  | Pachyrhinosaurus canadensis |
|  |                             |

|  | Achelousaurus horneri                                                                     |
|  |                                                                                           |
|  | \| \| Pachyrhinosaurus lakustai \| \| \| \| \| \| Pachyrhinosaurus canadensis \| \| \| \| |
|  |                                                                                           |
|  | Pachyrhinosaurus lakustai                                                                 |
|  |                                                                                           |
|  | Pachyrhinosaurus canadensis                                                               |
|  |                                                                                           |

|  | Pachyrhinosaurus lakustai   |
|  |                             |
|  | Pachyrhinosaurus canadensis |
|  |                             |

|  | Achelousaurus horneri                                                                     |
|  |                                                                                           |
|  | \| \| Pachyrhinosaurus lakustai \| \| \| \| \| \| Pachyrhinosaurus canadensis \| \| \| \| |
|  |                                                                                           |
|  | Pachyrhinosaurus lakustai                                                                 |
|  |                                                                                           |
|  | Pachyrhinosaurus canadensis                                                               |
|  |                                                                                           |

|  | Pachyrhinosaurus lakustai   |
|  |                             |
|  | Pachyrhinosaurus canadensis |
|  |                             |

|  | Centrosaurino sconosciuto |
|  |                           |
|  | Centrosaurus brinkmani    |
|  |                           |
|  | Centrosaurus apertus      |
|  |                           |
|  | Styracosaurus albertensis |
|  |                           |

|  | Achelousaurus horneri                                                                     |
|  |                                                                                           |
|  | \| \| Pachyrhinosaurus lakustai \| \| \| \| \| \| Pachyrhinosaurus canadensis \| \| \| \| |
|  |                                                                                           |
|  | Pachyrhinosaurus lakustai                                                                 |
|  |                                                                                           |
|  | Pachyrhinosaurus canadensis                                                               |
|  |                                                                                           |

|  | Pachyrhinosaurus lakustai   |
|  |                             |
|  | Pachyrhinosaurus canadensis |
|  |                             |

|  | Achelousaurus horneri                                                                     |
|  |                                                                                           |
|  | \| \| Pachyrhinosaurus lakustai \| \| \| \| \| \| Pachyrhinosaurus canadensis \| \| \| \| |
|  |                                                                                           |
|  | Pachyrhinosaurus lakustai                                                                 |
|  |                                                                                           |
|  | Pachyrhinosaurus canadensis                                                               |
|  |                                                                                           |

|  | Pachyrhinosaurus lakustai   |
|  |                             |
|  | Pachyrhinosaurus canadensis |
|  |                             |

|  | Achelousaurus horneri                                                                     |
|  |                                                                                           |
|  | \| \| Pachyrhinosaurus lakustai \| \| \| \| \| \| Pachyrhinosaurus canadensis \| \| \| \| |
|  |                                                                                           |
|  | Pachyrhinosaurus lakustai                                                                 |
|  |                                                                                           |
|  | Pachyrhinosaurus canadensis                                                               |
|  |                                                                                           |

|  | Pachyrhinosaurus lakustai   |
|  |                             |
|  | Pachyrhinosaurus canadensis |
|  |                             |

|  | Achelousaurus horneri                                                                     |
|  |                                                                                           |
|  | \| \| Pachyrhinosaurus lakustai \| \| \| \| \| \| Pachyrhinosaurus canadensis \| \| \| \| |
|  |                                                                                           |
|  | Pachyrhinosaurus lakustai                                                                 |
|  |                                                                                           |
|  | Pachyrhinosaurus canadensis                                                               |
|  |                                                                                           |

|  | Pachyrhinosaurus lakustai   |
|  |                             |
|  | Pachyrhinosaurus canadensis |
|  |                             |

|  | Achelousaurus horneri                                                                     |
|  |                                                                                           |
|  | \| \| Pachyrhinosaurus lakustai \| \| \| \| \| \| Pachyrhinosaurus canadensis \| \| \| \| |
|  |                                                                                           |
|  | Pachyrhinosaurus lakustai                                                                 |
|  |                                                                                           |
|  | Pachyrhinosaurus canadensis                                                               |
|  |                                                                                           |

|  | Pachyrhinosaurus lakustai   |
|  |                             |
|  | Pachyrhinosaurus canadensis |
|  |                             |

|  | Achelousaurus horneri                                                                     |
|  |                                                                                           |
|  | \| \| Pachyrhinosaurus lakustai \| \| \| \| \| \| Pachyrhinosaurus canadensis \| \| \| \| |
|  |                                                                                           |
|  | Pachyrhinosaurus lakustai                                                                 |
|  |                                                                                           |
|  | Pachyrhinosaurus canadensis                                                               |
|  |                                                                                           |

|  | Pachyrhinosaurus lakustai   |
|  |                             |
|  | Pachyrhinosaurus canadensis |
|  |                             |

|  | Achelousaurus horneri                                                                     |
|  |                                                                                           |
|  | \| \| Pachyrhinosaurus lakustai \| \| \| \| \| \| Pachyrhinosaurus canadensis \| \| \| \| |
|  |                                                                                           |
|  | Pachyrhinosaurus lakustai                                                                 |
|  |                                                                                           |
|  | Pachyrhinosaurus canadensis                                                               |
|  |                                                                                           |

|  | Pachyrhinosaurus lakustai   |
|  |                             |
|  | Pachyrhinosaurus canadensis |
|  |                             |

|  | Achelousaurus horneri                                                                     |
|  |                                                                                           |
|  | \| \| Pachyrhinosaurus lakustai \| \| \| \| \| \| Pachyrhinosaurus canadensis \| \| \| \| |
|  |                                                                                           |
|  | Pachyrhinosaurus lakustai                                                                 |
|  |                                                                                           |
|  | Pachyrhinosaurus canadensis                                                               |
|  |                                                                                           |

|  | Pachyrhinosaurus lakustai   |
|  |                             |
|  | Pachyrhinosaurus canadensis |
|  |                             |

|  | Centrosaurino sconosciuto |
|  |                           |
|  | Centrosaurus brinkmani    |
|  |                           |
|  | Centrosaurus apertus      |
|  |                           |
|  | Styracosaurus albertensis |
|  |                           |

|  | Achelousaurus horneri                                                                     |
|  |                                                                                           |
|  | \| \| Pachyrhinosaurus lakustai \| \| \| \| \| \| Pachyrhinosaurus canadensis \| \| \| \| |
|  |                                                                                           |
|  | Pachyrhinosaurus lakustai                                                                 |
|  |                                                                                           |
|  | Pachyrhinosaurus canadensis                                                               |
|  |                                                                                           |

|  | Pachyrhinosaurus lakustai   |
|  |                             |
|  | Pachyrhinosaurus canadensis |
|  |                             |

|  | Achelousaurus horneri                                                                     |
|  |                                                                                           |
|  | \| \| Pachyrhinosaurus lakustai \| \| \| \| \| \| Pachyrhinosaurus canadensis \| \| \| \| |
|  |                                                                                           |
|  | Pachyrhinosaurus lakustai                                                                 |
|  |                                                                                           |
|  | Pachyrhinosaurus canadensis                                                               |
|  |                                                                                           |

|  | Pachyrhinosaurus lakustai   |
|  |                             |
|  | Pachyrhinosaurus canadensis |
|  |                             |

|  | Achelousaurus horneri                                                                     |
|  |                                                                                           |
|  | \| \| Pachyrhinosaurus lakustai \| \| \| \| \| \| Pachyrhinosaurus canadensis \| \| \| \| |
|  |                                                                                           |
|  | Pachyrhinosaurus lakustai                                                                 |
|  |                                                                                           |
|  | Pachyrhinosaurus canadensis                                                               |
|  |                                                                                           |

|  | Pachyrhinosaurus lakustai   |
|  |                             |
|  | Pachyrhinosaurus canadensis |
|  |                             |

|  | Achelousaurus horneri                                                                     |
|  |                                                                                           |
|  | \| \| Pachyrhinosaurus lakustai \| \| \| \| \| \| Pachyrhinosaurus canadensis \| \| \| \| |
|  |                                                                                           |
|  | Pachyrhinosaurus lakustai                                                                 |
|  |                                                                                           |
|  | Pachyrhinosaurus canadensis                                                               |
|  |                                                                                           |

|  | Pachyrhinosaurus lakustai   |
|  |                             |
|  | Pachyrhinosaurus canadensis |
|  |                             |

|  | Achelousaurus horneri                                                                     |
|  |                                                                                           |
|  | \| \| Pachyrhinosaurus lakustai \| \| \| \| \| \| Pachyrhinosaurus canadensis \| \| \| \| |
|  |                                                                                           |
|  | Pachyrhinosaurus lakustai                                                                 |
|  |                                                                                           |
|  | Pachyrhinosaurus canadensis                                                               |
|  |                                                                                           |

|  | Pachyrhinosaurus lakustai   |
|  |                             |
|  | Pachyrhinosaurus canadensis |
|  |                             |

|  | Achelousaurus horneri                                                                     |
|  |                                                                                           |
|  | \| \| Pachyrhinosaurus lakustai \| \| \| \| \| \| Pachyrhinosaurus canadensis \| \| \| \| |
|  |                                                                                           |
|  | Pachyrhinosaurus lakustai                                                                 |
|  |                                                                                           |
|  | Pachyrhinosaurus canadensis                                                               |
|  |                                                                                           |

|  | Pachyrhinosaurus lakustai   |
|  |                             |
|  | Pachyrhinosaurus canadensis |
|  |                             |

|  | Achelousaurus horneri                                                                     |
|  |                                                                                           |
|  | \| \| Pachyrhinosaurus lakustai \| \| \| \| \| \| Pachyrhinosaurus canadensis \| \| \| \| |
|  |                                                                                           |
|  | Pachyrhinosaurus lakustai                                                                 |
|  |                                                                                           |
|  | Pachyrhinosaurus canadensis                                                               |
|  |                                                                                           |

|  | Pachyrhinosaurus lakustai   |
|  |                             |
|  | Pachyrhinosaurus canadensis |
|  |                             |

|  | Achelousaurus horneri                                                                     |
|  |                                                                                           |
|  | \| \| Pachyrhinosaurus lakustai \| \| \| \| \| \| Pachyrhinosaurus canadensis \| \| \| \| |
|  |                                                                                           |
|  | Pachyrhinosaurus lakustai                                                                 |
|  |                                                                                           |
|  | Pachyrhinosaurus canadensis                                                               |
|  |                                                                                           |

|  | Pachyrhinosaurus lakustai   |
|  |                             |
|  | Pachyrhinosaurus canadensis |
|  |                             |

|  | Centrosaurino sconosciuto |
|  |                           |
|  | Centrosaurus brinkmani    |
|  |                           |
|  | Centrosaurus apertus      |
|  |                           |
|  | Styracosaurus albertensis |
|  |                           |

|  | Achelousaurus horneri                                                                     |
|  |                                                                                           |
|  | \| \| Pachyrhinosaurus lakustai \| \| \| \| \| \| Pachyrhinosaurus canadensis \| \| \| \| |
|  |                                                                                           |
|  | Pachyrhinosaurus lakustai                                                                 |
|  |                                                                                           |
|  | Pachyrhinosaurus canadensis                                                               |
|  |                                                                                           |

|  | Pachyrhinosaurus lakustai   |
|  |                             |
|  | Pachyrhinosaurus canadensis |
|  |                             |

|  | Achelousaurus horneri                                                                     |
|  |                                                                                           |
|  | \| \| Pachyrhinosaurus lakustai \| \| \| \| \| \| Pachyrhinosaurus canadensis \| \| \| \| |
|  |                                                                                           |
|  | Pachyrhinosaurus lakustai                                                                 |
|  |                                                                                           |
|  | Pachyrhinosaurus canadensis                                                               |
|  |                                                                                           |

|  | Pachyrhinosaurus lakustai   |
|  |                             |
|  | Pachyrhinosaurus canadensis |
|  |                             |

|  | Achelousaurus horneri                                                                     |
|  |                                                                                           |
|  | \| \| Pachyrhinosaurus lakustai \| \| \| \| \| \| Pachyrhinosaurus canadensis \| \| \| \| |
|  |                                                                                           |
|  | Pachyrhinosaurus lakustai                                                                 |
|  |                                                                                           |
|  | Pachyrhinosaurus canadensis                                                               |
|  |                                                                                           |

|  | Pachyrhinosaurus lakustai   |
|  |                             |
|  | Pachyrhinosaurus canadensis |
|  |                             |

|  | Achelousaurus horneri                                                                     |
|  |                                                                                           |
|  | \| \| Pachyrhinosaurus lakustai \| \| \| \| \| \| Pachyrhinosaurus canadensis \| \| \| \| |
|  |                                                                                           |
|  | Pachyrhinosaurus lakustai                                                                 |
|  |                                                                                           |
|  | Pachyrhinosaurus canadensis                                                               |
|  |                                                                                           |

|  | Pachyrhinosaurus lakustai   |
|  |                             |
|  | Pachyrhinosaurus canadensis |
|  |                             |

|  | Achelousaurus horneri                                                                     |
|  |                                                                                           |
|  | \| \| Pachyrhinosaurus lakustai \| \| \| \| \| \| Pachyrhinosaurus canadensis \| \| \| \| |
|  |                                                                                           |
|  | Pachyrhinosaurus lakustai                                                                 |
|  |                                                                                           |
|  | Pachyrhinosaurus canadensis                                                               |
|  |                                                                                           |

|  | Pachyrhinosaurus lakustai   |
|  |                             |
|  | Pachyrhinosaurus canadensis |
|  |                             |

|  | Achelousaurus horneri                                                                     |
|  |                                                                                           |
|  | \| \| Pachyrhinosaurus lakustai \| \| \| \| \| \| Pachyrhinosaurus canadensis \| \| \| \| |
|  |                                                                                           |
|  | Pachyrhinosaurus lakustai                                                                 |
|  |                                                                                           |
|  | Pachyrhinosaurus canadensis                                                               |
|  |                                                                                           |

|  | Pachyrhinosaurus lakustai   |
|  |                             |
|  | Pachyrhinosaurus canadensis |
|  |                             |

|  | Achelousaurus horneri                                                                     |
|  |                                                                                           |
|  | \| \| Pachyrhinosaurus lakustai \| \| \| \| \| \| Pachyrhinosaurus canadensis \| \| \| \| |
|  |                                                                                           |
|  | Pachyrhinosaurus lakustai                                                                 |
|  |                                                                                           |
|  | Pachyrhinosaurus canadensis                                                               |
|  |                                                                                           |

|  | Pachyrhinosaurus lakustai   |
|  |                             |
|  | Pachyrhinosaurus canadensis |
|  |                             |

|  | Achelousaurus horneri                                                                     |
|  |                                                                                           |
|  | \| \| Pachyrhinosaurus lakustai \| \| \| \| \| \| Pachyrhinosaurus canadensis \| \| \| \| |
|  |                                                                                           |
|  | Pachyrhinosaurus lakustai                                                                 |
|  |                                                                                           |
|  | Pachyrhinosaurus canadensis                                                               |
|  |                                                                                           |

|  | Pachyrhinosaurus lakustai   |
|  |                             |
|  | Pachyrhinosaurus canadensis |
|  |                             |

### Origine ed evoluzione

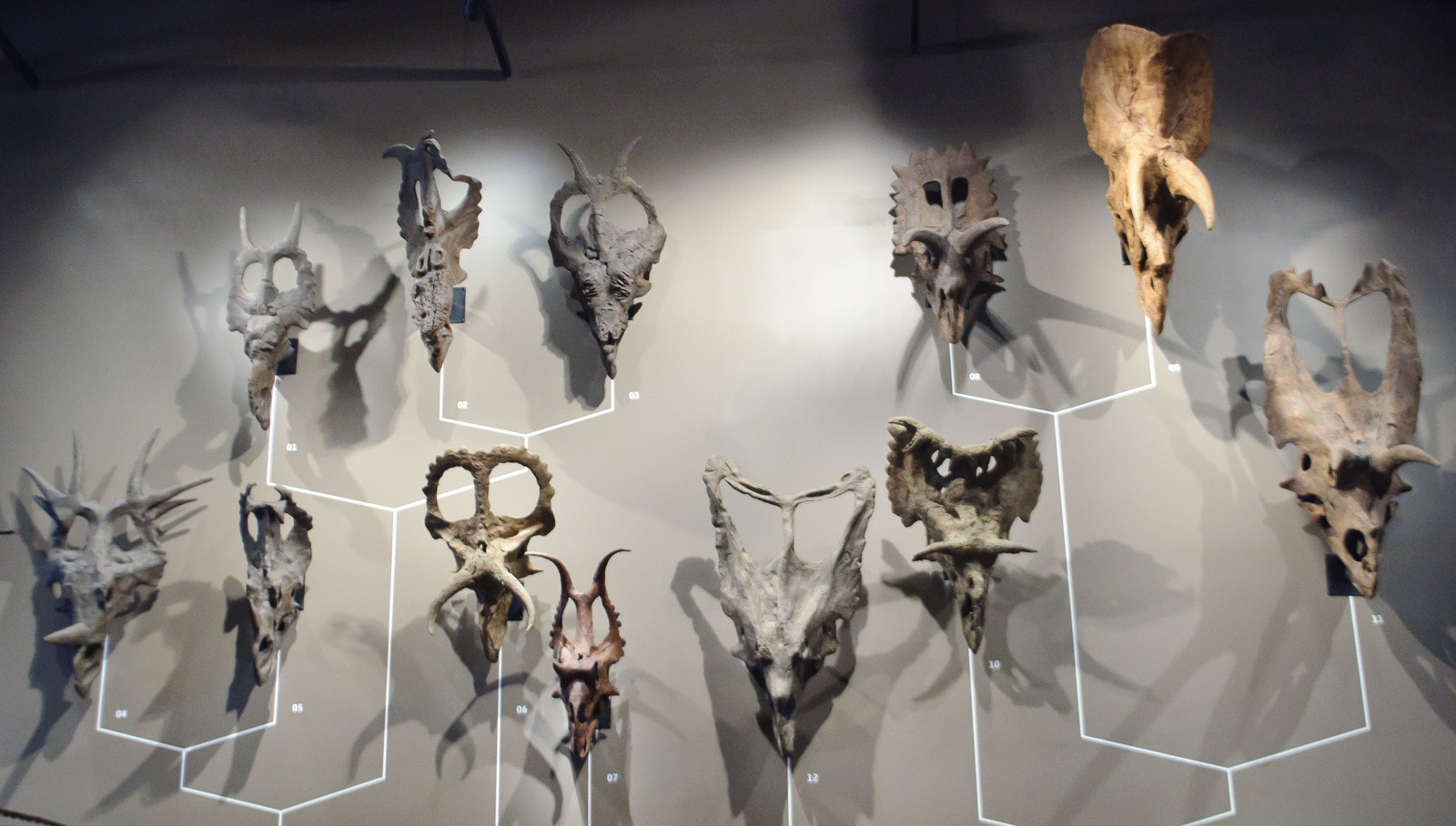
Crani di vari Ceratopsidi, con Styracosaurus sulla sinistra, al Natural History Museum of Utah

Le origini evolutive di Styracosaurus sono rimaste un mistero per molti anni, poiché non erano ancora stati ritrovati esemplari fossili di ceratopsidi primitivi. La scoperta di Protoceratops, nel 1922, fece luce sull'evoluzione dei primi ceratopsidi, ma passarono parecchi decenni prima che ulteriore reperti riuscirono a colmare gli spazi vuoti sull'evoluzione di questi animali. Nuove scoperte giunsero alla fine degli anni 90 e l'inizio del 2000, con la scoperta di Zuniceratops, il primo ceratopside noto con le corna frontali e l'ancor più primitivo Yinlong, il primo ceratopside Giurassico, indicando che la stirpe dei ceratopsidi era iniziata già nel Giurassico dell'Asia. Queste nuove scoperte sono stati importanti nell'illuminare le origini dei dinosauri cornuti in generale, e suggeriscono che il gruppo ha avuto origine nel Giurassico asiatico, con la comparsa dei veri ceratopsidi cornuti solo nel Cretaceo superiore in Nord America.
Goodwin e colleghi hanno proposto nel 1992 che Styracosaurus facesse parte del lignaggio che portò all'evoluzione di Einiosaurus, Achelousaurus e Pachyrhinosaurus. Questa ipotesi si basa su una serie di teschi fossili provenienti dalla Formazione Two Medicine, del Montana. La posizione dello Styracosaurus in questo lignaggio è ora equivoca, in quanto i resti che si pensava appartenessero a Styracosaurus sono stati invece assegnati al nuovo genere Rubeosaurus.
È stato anche suggerito che Styracosaurus fosse un diretto discendente di Centrosaurus, e che a sua volta dal suo genere si fosse evoluto in seguito il genere Rubeosaurus. Difatti sono pochi e sottili le differenze tra Styracosaurus e Rubeosaurus, piccoli cambiamenti possono essere stati rintracciate nella disposizione delle corna attraverso questo lignaggio, che conduce da Rubeosaurus a Einiosaurus, ad Achelousaurus e Pachyrhinosaurus. Tuttavia, il lignaggio non può essere semplificato come una semplice linea, dritta, in quanto un Pachyrhinosaurus non può essersi evoluto da un animale come Styracosaurus.

## Storia della scoperta

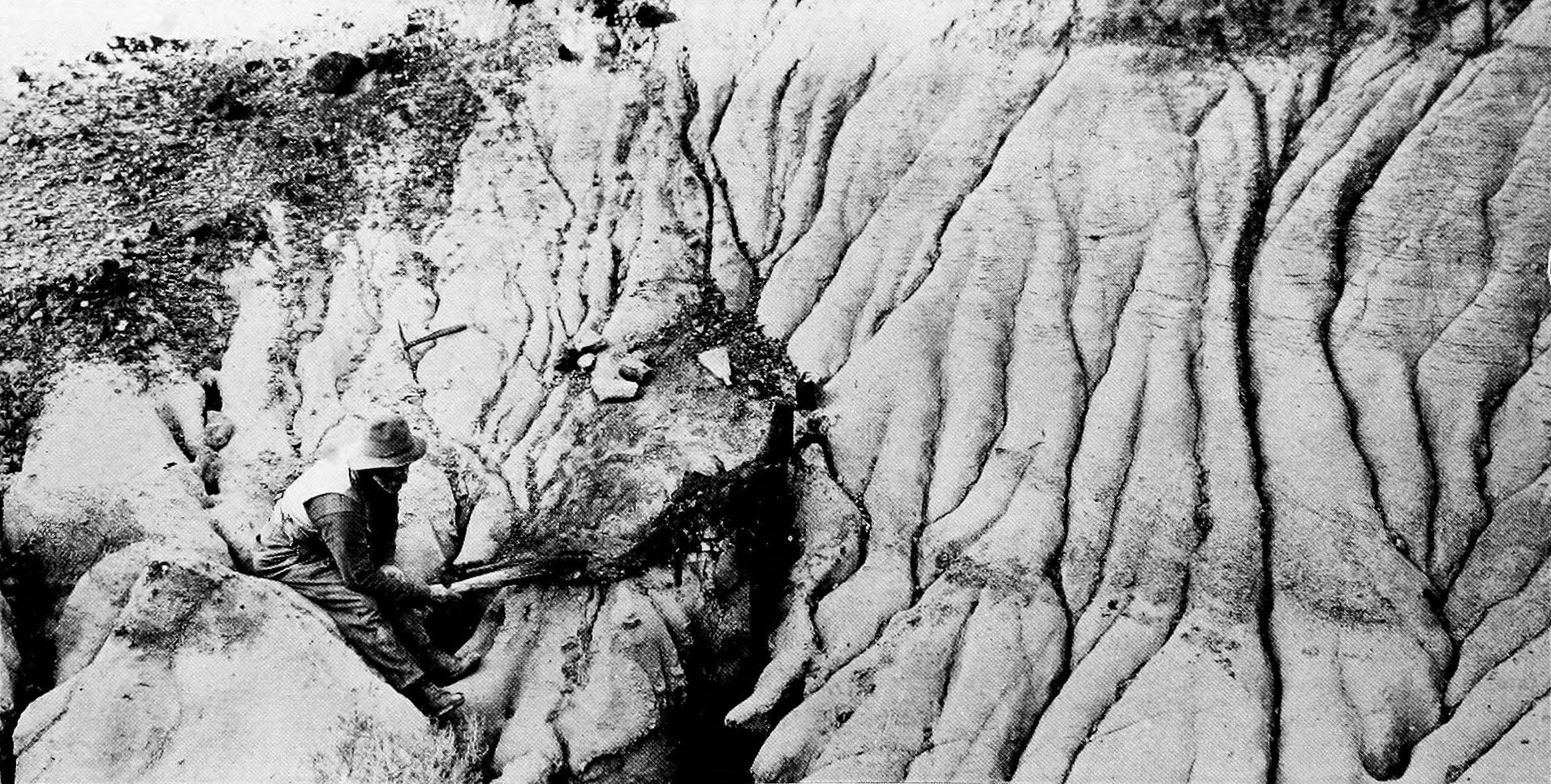
Luogo di scavo dell'olotipo di Styracosaurus, a Red Deer River, Alberta, Canada

I primi resti fossili di Styracosaurus furono raccolti in Alberta, Canada da Charles Mortram Sternberg (in una zona oggi conosciuta come Parco provinciale dei dinosauri, in una formazione oggi conosciuta come la Formazione Dinosaur Park), venendo poi descritto e nominato da Lawrence Lambe, nel 1913. Questa cava è stata in seguito oggetto di studi da parte del Royal Ontario Museum, nel 1935, che ritrovò il rimanente dei fossili dell'esemplare. Questi fossili indicano che S. albertensis era lungo dai 5,5 ai 5,8 metri e poteva raggiungere un'altezza al garrese di 1,65 metri. Una caratteristica insolita del primo cranio è che il lato sinistro del collare osseo è più piccolo rispetto a quello destro. Sembra che il collare abbia subito una pausa nella crescita accorciandosi di circa 6 centimetri (2 pollici). La forma normale di questa zona è sconosciuta perché la zona corrispondente della parte destra del collare non è stato recuperata.

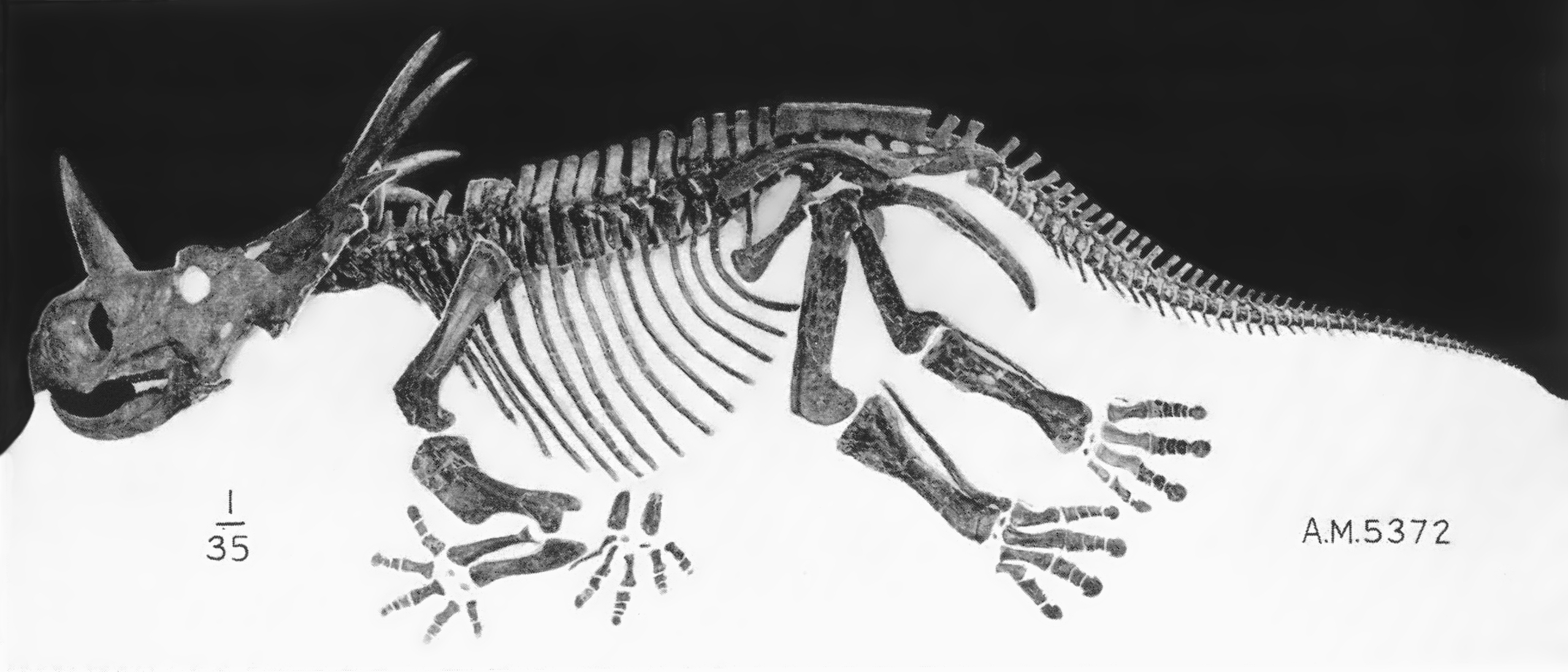
Scheletro recuperato di Styracosaurus "parksi", esemplare AM5372

Nel 1915 Barnum Brown e colleghi, lavorando per l'American Museum of Natural History di New York, raccolsero uno scheletro quasi completo articolato con un cranio parziale. Questo scheletro fu ritrovato nella Formazione Dinosaur Park, nei pressi di Steveville, Alberta. Brown ed Erich Maren Schlaikjer confrontarono i reperti e notando che essi appartenevano alla stessa località e formazione geologica, oltre a considerare il campione sufficientemente distinto dall'olotipo di Styracosaurus, per giustificare la nascita di una nuova specie, alla fine descrisse il nuovo scheletro come Styracosaurus parksi, così chiamato in onore di William Parks. Tra le differenze dei due esemplari citati da Brown e Schlaikjer, possiamo annoverare uno zigomo ben diversa da quella di S. albertensis e vertebre della coda più piccole. S. parksi aveva anche una mascella più robusta, una mandibola più breve e il collare differiva in forma da quella delle specie tipo. Tuttavia, gran parte del cranio consisteva in una ricostruzione in gesso, e nel 1937 la carta originale non illustrava il cranio con le effettive ossa originali. Per questo oggi la specie S. parksi è stata sinonimizzata come appartenente alla specie S. albertensis.
Nell'estate del 2006, Darren Tanke del Royal Tyrrell Museum of Paleontology di Drumheller, Alberta, acquisì il resto dei fossili che erano rimasti al sito dove era stata scoperta la specie S. parksi. Pezzi del cranio, evidentemente abbandonati dalla spedizione del 1915, sono stati trovati all'interno della cava. I pezzi restanti sono stati raccolti e si spera che se ne trovino di più, forse abbastanza per giustificare una ridescrizione del cranio e verificare se S. albertensis e S. parksi sono effettivamente la stessa specie. Il Royal Tyrrell Museum ha anche raccolto numerosi crani parziali di Styracosaurus. È stato inoltre confermata la presenza di almeno un bonebeds ("letto d'ossa!") di Styracosaurus, nel Parco provinciale dei dinosauri, (altri bonebeds in cui potrebbero esserci fossili Styracosaurus sono stati proposti ma si compongono di varie ossa di ceratopsidi non diagnosticabili). Bonebed 42 è nota per la presenza di numerosi pezzi di cranio, corna parziali, delle mascelle e pezzi di collare osseo di Styracosaurus.

### Styracosaurus ovatus
Una terza presunta specie, S. ovatus, dalla Formazione Two Medicine, in Montana, è stato descritto da Gilmore, nel 1930. Il materiale fossile è limitato, costituito solo da una porzione di collare osseo, ma una caratteristica insolita è che la coppia di spine più vicine alla linea mediana convergono verso la linea mediana, piuttosto che lontano da essa come in S. albertensis. Le spine sono molto più brevi rispetto a S. albertensis, con la più lunga di soli 295 millimetri (11,6 in) di lunghezza. Una revisione del 2010, sui crani di Styracosaurus, condotta da Ryan, Holmes, e Russell hanno provato che il cranio appartiene ad un nuovo genere di dinosauro, pertanto nel 2010 McDonald e Horner descrissero un nuovo genere, ossia Rubeosaurus.
Negli anni sono state assegnate diverse specie a Styracosaurus, ma tutte si sono rivelate come appartenenti ad altri generi. Per esempio la specie S. sphenocerus, descritto da Edward Drinker Cope nel 1890, si rivelò una specie di Monoclonius, basato su un corno nasale rotto. La specie "S. makeli", citata in modo informale dai paleontologi dilettanti Stephen e Sylvia Czerkas, nel 1990, in una didascalia di un'illustrazione, è in realtà un nome anticipato di Einiosaurus. Infine, la specie "S. borealis" è un nome informale per la specie S. parksi.

## Paleobiologia
Come la maggior parte dei dinosauri cornuti nella cultura popolare lo Styracosaurus è raffigurato come un animale gregario che vivee si sposta in grandi branchi. Tuttavia questa teoria si basa su un solo bonebeds noto dalla Formazione Dinosaur Park Parco, in Alberta. Questo letto d'ossa è associato a diversi tipi di depositi fluviali, pertanto gli scienziati pensano durante la siccità molti animali non associati tra di loro, si siano uniti intorno ad una sorgente d'acqua per necessità, suggerendo che l'ambiente in cui vivevano questi animali possedeva stagioni delle piogge e stagioni secche. Lo Styracosaurus proviene da una formazione più recente di quella di Centrosaurus, pertanto alcuni paleontologi pensano che lo Styracosaurus abbia preso il posto del Centrosaurus quando quest'ultimo si è estinto.
I paleontologi Gregory Paul e Per Christiansen del Zoological Museum dell'Università di Copenhagen, in Danimarca, hanno proposto che i grandi ceratopsidi, quali Styracosaurus potessere essere ben più veloci di un moderno elefante, sulla base di alcune possibili tracce fossili di ceratopsidi che non presentano segni arti anteriori tentacolari.

### Dentizione e dieta
Lo Styracosaurs era un dinosauro erbivoro; a causa delle sue dimensioni e della posizione della testa è probabile che si nutrisse solo di bassa vegetazione. Tuttavia non è escluso che, come i moderni elefanti, potesse abbattere gli alberi più alti per poi defogliarli in seguito. La mascelle di questo animale terminavano in becco ricurvo simile a quello dei moderni pappagalli, perfetto per tranciare i rami più duri e defogliare i rami più alti.
I denti dei ceratopsidi, compresi quelli di Styracosaurus, sono organizzati in gruppi chiamati batterie. I denti più vecchi in alto erano continuamente sostituiti dai denti sotto di loro. A differenza degli hadrosauridae, che possedevano una dentizione simile, i denti dei ceratopsidi erano adatti a tranciare non per macinare. Alcuni scienziati hanno suggerito che i ceratopsidi come Styracosaurus si nutrissero di palme e cycadi,, mentre altri hanno suggerito che si nutrissero di felci. Secondo una ricostruzione di Dodson, i ceratopsidi del Cretaceo superiore abbattevano gli alberi angiospermi per poi reciderne le foglie e i rametti.

### Corna e collare

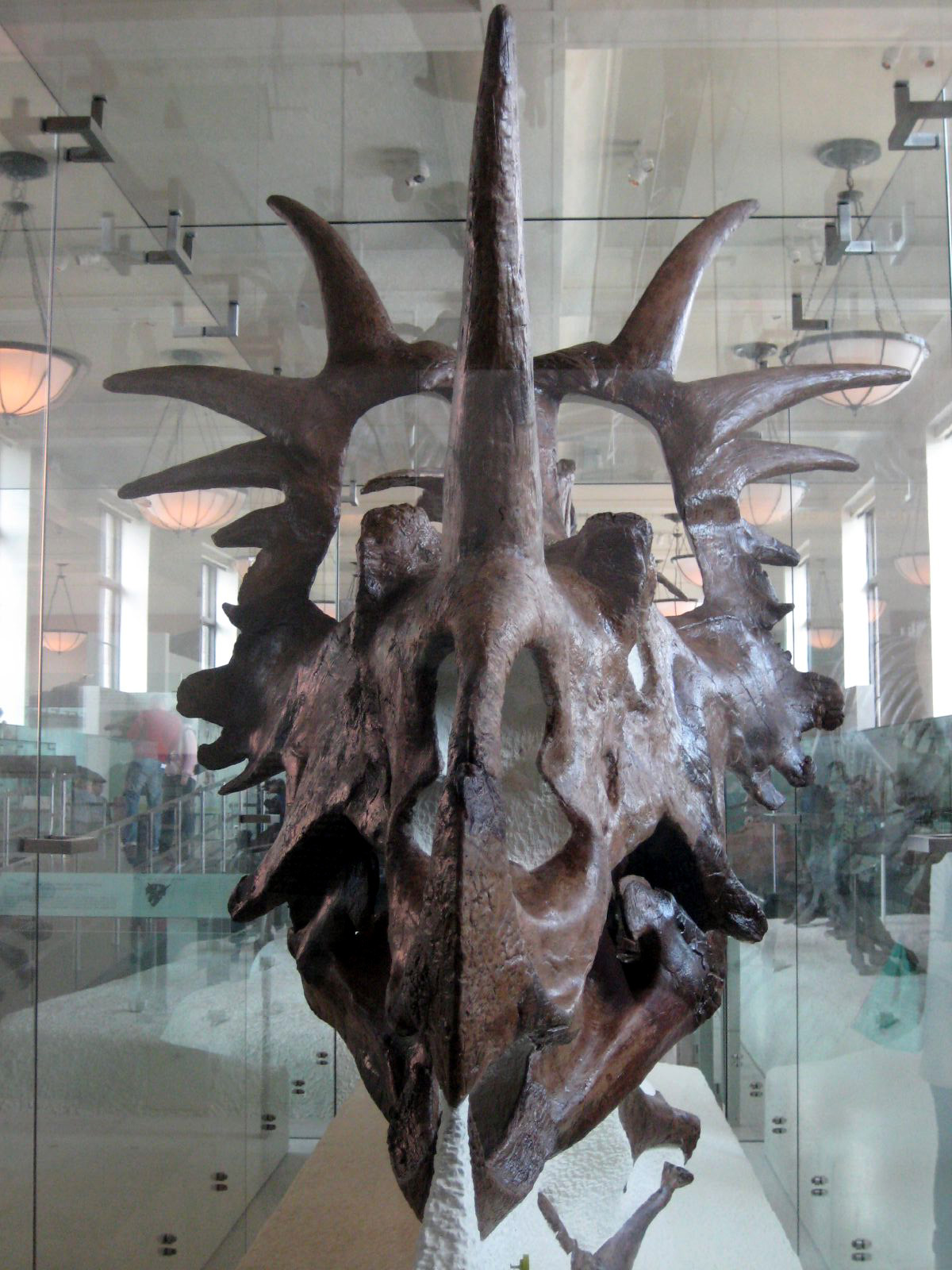
Vista frontale del cranio di Styracosaurus

Il grande corno nasale e i fronzoli appuntiti sul collare dello Styracosaurus sono tra le decorazioni più riconoscibili e appariscenti tra tutti i dinosauri. La loro funzione è stata oggetto di dibattito fin dalla scoperta dei primi dinosauri cornuti.
All'inizio del XX secolo, il paleontologo statunitense Richard Swann Lull (1867–1957) propose che i fronzoli che caratterizzavano i collari ossei dei ceratopsidi agivano come punti di ancoraggio per i muscoli della mascella. Tuttavia, in seguito notò che per Styracosaurus, le punte avrebbero dato alla sua anatomia facciale un aspetto formidabile. Nel 1996 Peter Dodson sostenne in parte l'idea delle inserzioni muscolari e creò degli schemi dettagliati sulle possibili inserzioni muscolari nei fronzoli di Styracosaurus e Chasmosaurus, ma non ha sottoscritto l'idea che questi coprivano completamente le Fenestrae. La paleontologa Catherine Forster, tuttavia, non trovò mai nessuna evidenza di allegati muscolari di grandi dimensioni sulle ossa del collare.
Per lungo tempo si è creduto che i ceratopsidi come Styracosaurus usassero i loro grandi collari ossei e le loro corna come difesa contro i grandi dinosauri predatori del tempo. Tuttavia anche se sono stati ritrovati vari segni di fori, lesioni e altri danni sui teschi dei ceratopsidi, tali segni sono spesso attribuiti a danni da combattimenti intraspecifici con animali della stessa specie.

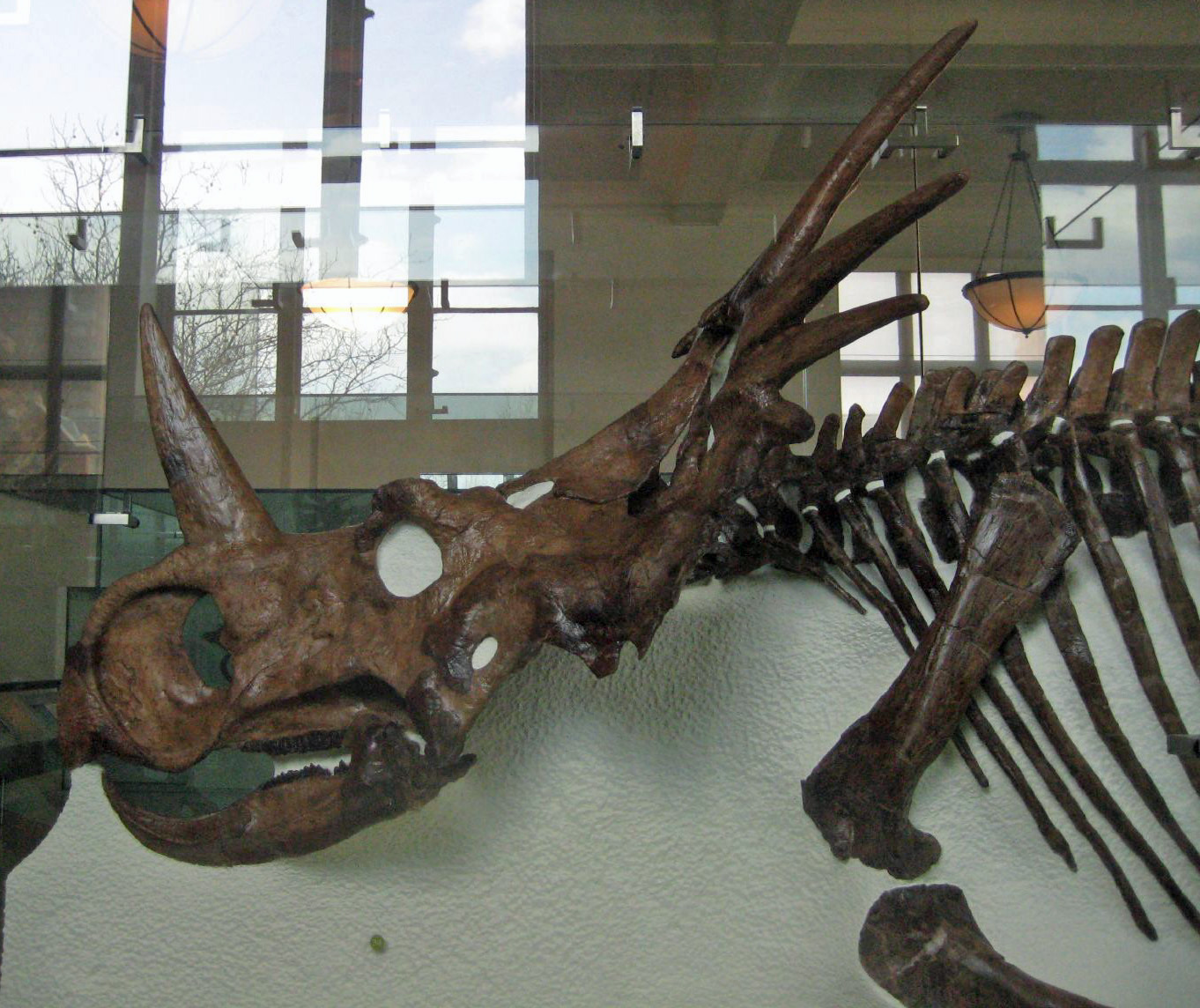
Vista laterale del cranio di Styracosaurus

Tuttavia, un recente studio ha confrontato i tassi di incidenza di lesioni sul cranio di Triceratops e Centrosaurus e ha dimostrato che questi erano coerenti in Triceratops che utilizzava le corna in combattimento e usava il largo collare osseo come strumento di protezione per il collo, mentre bassi tassi di patologia in Centrosaurus indicano un uso più visivo che fisico, in pratica il collare e le corna di Centrosaurus era perlopiù usate per sembrare più grande e per impressionare sia i predatori, sia altri esemplari della stessa specie, focalizzando il combattimento sul corpo piuttosto che la testa; siccome Centrosaurus era più strettamente imparentato con Styracosaurus ed entrambi i generi avuto lunghe corna nasali, i risultati sono applicabili anche Styracosaurus. I ricercatori hanno anche concluso che i danni ritrovati sui campioni nello studio è stato spesso interpretato come causato da una malattia ossea.
Un'altra teoria prevede che il grande collare osseo dello Styracosaurus e dei generi affini potrebbe aver contribuito ad aumentare e/o a mantenere costante la temperatura corporea, in modo analogo alle orecchie dei moderni elefanti. Una teoria analoga era stata proposta anche per le placche ossee di Stegosaurus, anche se solo questo uso non spiegherebbe la variazioni e le bizzarre e stravaganti ornamenti presenti sul cranio che variano nei diversi membri di ceratopsidae. Ciò ha portato alla conclusione che tali ornamenti fossero quasi esclusivamente per display sessuale.
La teoria dell'utilizzo del collare osseo come unico strumento di visualizzazione sessuale, fu proposta per la prima volta nel 1961 da Davitashvili. Con il tempo questa teoria ha acquisito sempre maggiore accettazione tra i paleontologi. La prova che la visualizzazione era importante, sia nel corteggiamento sia in altri comportamenti sociali, può essere vista nel fatto che i ceratopsidi differiscono notevolmente tra di loro nei loro ornamenti, rendendo ogni specie altamente distintiva. Inoltre, i moderni esseri viventi che posseggono tali corna e ornamenti li usano per comportamenti simile.
L'uso di tali strutture così esagerate nei dinosauri come mero mezzo identificazione della specie è stato messo in discussione, in quanto tale funzione non esiste nella stragrande maggioranza delle specie moderne di tetrapodi (vertebrati terrestri).
Un teschio di Styracosaurus scoperto nel 2015 e descritto nel dettaglio nel 2019, indica che all'interno della specie vi era una grande variazione individuale. Questo esemplare mostra infatti corna e spunzoni asimmetriche, ed una disposizione delle punte del collare diversa per ciascun lato del collare. Ciò doveva essere la norma all'interno del genere. La natura asimmetrica delle corna dell'esemplare è stata paragonata alla situazione analoga dei cervi, che spesso presentano corna asimmetriche tra i vari individui. Lo studio condotto può anche dimostrare che il genere Rubeosaurus potrebbe essere di conseguenza sinonimo di Styracosaurus.

## Paleoecologia

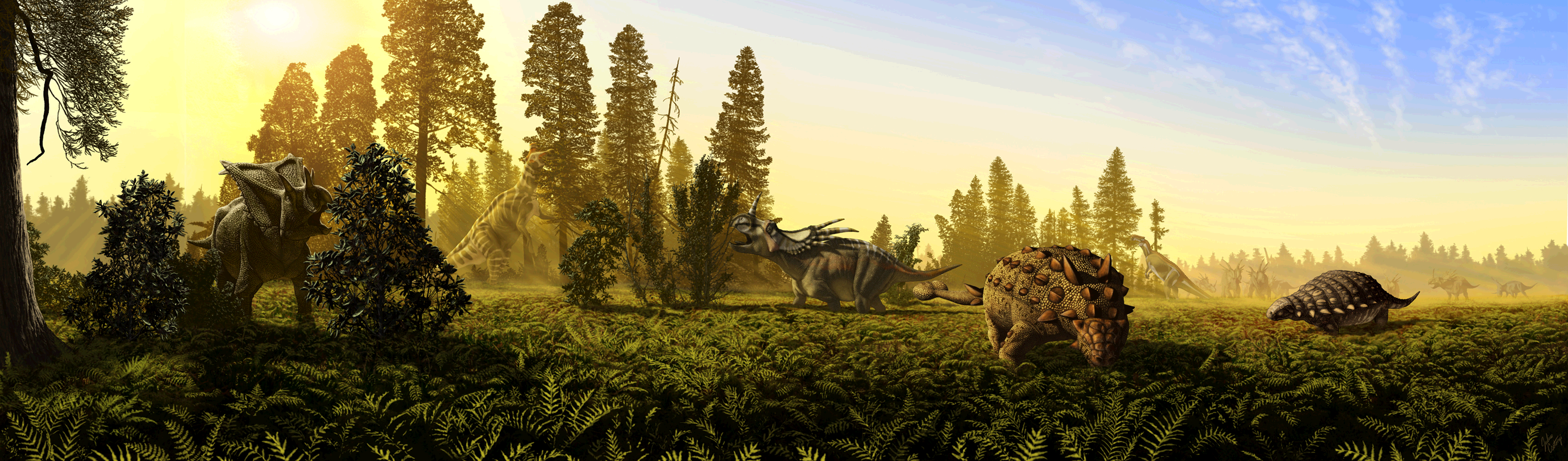
Lo scenario della Formazione Dinosaur Park, con i più comuni erbivori della regione, con Styracosaurus terzo da destra, più un grande branco sullo sfondo

La maggior parte dei resti fossili di Styracosaurus è stata ritrovata nella Formazione Dinosaur Park, e al suo tempo era uno degli animali più comuni della formazione. La fauna erbivora era costituita da innumerevoli specie di ceratopsidi, come Centrosaurus e Chasmosaurus, gli hadrosauridae Prosaurolophus, Lambeosaurus, Gryposaurus, Corythosaurus e Parasaurolophus e gli ankylosauri Edmontonia e Euoplocephalus. I carnivori erano presenti in minore numero ed erano rappresentati dai tirannosauridi Daspletosaurus e Gorgosaurus, che rappresentavano i predatori dominanti e i piccoli maniraptori Dromaeosaurus, Saurornitholestes, Hesperonychus e Troodon.
La Formazione Dinosaur Park doveva avere un ambiente attraversato da innumerevoli fiumi e pianure alluvionali, che con il tempo divennero più paludose e influenzate dalle condizioni marine del Mare interno occidentale trasgredirono verso ovest. Il clima era più caldo di quello dell'odierna Alberta, senza condizioni di gelo, ma con stagioni umide e secche. Le conifere erano la vegetazione dominante della regione, con un sottobosco ricco di felci, felci arboree e angiosperme.

## Nella cultura di massa
Lo Styracosaurus, grazie al suo aspetto particolarmente vistoso, è uno dei dinosauri cornuti più noti tra i bambini. Non si contano, quindi, i giocattoli ispirati a questo parente del Triceratops.
Nella cinematografia, viene mostrato nei film Il figlio di King Kong (1933), La vendetta di Gwangi (1969), La terra dimenticata dal tempo (1973), soprattutto in Dinosauri (2000) e Il viaggio di Arlo (2015) della Disney.